# Bezirk Pankow
Pankow [ˈpaŋkoː] ist der dritte Verwaltungsbezirk von Berlin. Am 31. Dezember 2024 hatte er 409.453 Einwohner.
Die Verwaltungsreform von 2001 legte den innerstädtischen Bezirk Prenzlauer Berg und die äußeren Bezirke Pankow und Weißensee unter dem Namen Pankow zum bevölkerungsreichsten Berliner Bezirk zusammen. Flächenmäßig ist er der zweitgrößte Bezirk Berlins (siehe dazu: Verwaltungsgliederung Berlins).
Pankow ist der geburtenreichste Bezirk der Stadt und weist eine eher vorteilhafte Sozialstruktur auf. Der südliche Teil ist geprägt von vielen Neuberlinern, die nach 1995 zugezogen sind.

## Geographie

### Lage
Pankow liegt im Nordosten Berlins und grenzt an die Bezirke Lichtenberg (im Osten), Friedrichshain-Kreuzberg (im Süden), Mitte (südwestlich) und Reinickendorf (westlich) sowie im Norden an die Landkreise Oberhavel und Barnim im Land Brandenburg.
Der nördlichste Punkt des Bezirks befindet sich im Ortsteil Buch, der zugleich der nördlichste Ortsteil Berlins ist.
Der Bezirk liegt nahezu vollständig auf der eiszeitlich gebildeten Hochfläche des Barnim, die hier eben bis flachwellig ausgebildet ist. Zum größten Teil besteht die Landschaft aus Grundmoränenflächen. Entlang der Panke zieht sich auch ein Sander von Norden nach Süden zum Berliner Urstromtal.

### Gewässer
Im Ortsteil Weißensee befindet sich der Park am Weißen See mit dem fast kreisrunden Weißen See, dem größten natürlichen Gewässer im Bezirk.

Wilhelmsruher See

Die Karower Teiche sind ein Naturschutzgebiet in Pankow. Es fungiert als Habitat für Amphibien, Libellen und Wasservögel.
Es gibt im Bezirk noch weitere Gewässer, die in der Gewässerkarte nach Ortsteilen sortiert und mit Beschreibung der Lage aufgeführt sind. Die Fließgewässer sind teilweise im System der Abflüsse der Rieselfelder entstanden oder es wurden Bäche in dieser Zeit dafür genutzt.
Die Gewässer in den folgenden Listen gehören mitunter zu mehreren Ortsteilen. Somit gibt es 129 Gräben und durchflossene Becken und Teiche als Fließgewässer im Bezirk. Die Anzahl der stehenden Gewässer (als See oder Teich benannt) ist 17. Die in Klammern genannten Zahlen sind die neuen Gewässer-Nummern, die nach der Ziffer Verbindungen erlauben, die alten Gewässernummern lassen sich aus den Sachdaten bei FIS-Broker entnehmen.
- Blankenburg
  - Ziegelteich (582944723) – Lage: Ziegelstraße 60/62
- Blankenfelde
  - Arkenberger See (5819692215) – Lage: Westlich der Eisenbahn von S-Bhf. Schönfließ nach S-Bhf. Berlin-Blankenburg, südlich KGA „Arkenberger Grund“
  - Köpchensee (5819625) zum Tegeler Fließ – Lage: Nordwestlich Schildower Weg (Niedermoorwiesen)
  - Schwarzwassersee (5819692442321) – Lage: Westlich Hauptstraße, östlich Schildower Straße
  - Teich im Botanischen Volkspark (5819692485) – Lage: Im Botanischen Volkspark, Bereich Schulgartenfahrbrücke
- Buch
  - Teich Heim-Krankenhaus (5829426211) – Lage: Auf dem Gelände des ehemaligen Dr.-Heim-Krankenhauses in Buch, südöstlich Hobrechtsfelder Chaussee 154b
  - Teich Lindenhof (582943225) – Lage: Nordwestlich Schönerlinder Straße, an der Eisenbahnstrecke
  - Torfstich II (582942622211) – Lage: Nordwestlich Hörstenweg/Mewesstraße
- Französisch Buchholz
  - Elfenteich (5829439443) – Lage: Parkstraße/Elfenallee
  - Krugpfuhl (58196922411) – Lage: In der KGA „Krugpfuhl“, (nördlich Liebermann-/Rubensweg)
  - Viktoriateich (582943962) zum Regenwasserleitung – Lage: Straße 166/Eddastraße
- Heinersdorf
  - Hamburger Teich (5829443211721) – Lage: Südlich Eigerstraße 80–96
  - Rohrpfuhl Heinersdorf (58294432117235) – Lage: Tino-Schwierzina-Straße 26, in der KGA „Heinersdorf“
  - Teich Straße Am Steinberg (58294432117233) – Lage: Nordwestlich Am Steinberg/Preunelstraße, in der KGA „Freies Land“
- Karow
  - Heimfriedteich (582943631) – Lage: Heimfriedstraße 31
  - Teich Rübländer Straße (58294365) – Lage: Böttnerstraße 22
  - Teiche Streckfußstraße (58294367) – Lage: Streckfußstraße 51 und 49b
- Niederschönhausen
  - Teich Wackenbergstraße (582947211) – Lage: Wackenbergstraße 79
- Weißensee
  - Goldfischteich (5829443211725) – Lage: Amalienstraße 23
  - Kreuzpfuhl (58294432117) – Lage: Woelckpromenade, westlich Nr. 5–7
  - Weißer See (58294432115) – Lage: Westlich Berliner Allee/Seeweg, im Weißenseer Park
- Wilhelmsruh mit dem Wilhelmsruher See (Bild siehe oben)

- Blankenburg
  - Laake (5829438) – Lage: Stadtgrenze Berlin-Karow – Am Luchgraben / Kreis Bernau bis Panke, Name in Brandenburg: Fließgraben
  - Rübländergraben (5829436) – Lage: Nördliche Grenze Busonistraße 63a bis Einmündungen in die Panke
  - Schmöckpfuhlgraben (582946) – Lage: Malchower Straße 71 bis Panke
  - Alter Schmöckpfuhlgraben (58294688) – Lage: In der KGA „Feuchter Winkel West“ bis Heimdallgraben
  - Zingergraben Nord (58196924) – Lage: Östlich Buchholzer Straße 28 bis Nordgraben
- Blankenfelde
  - Blankenfelder Graben (58196922) – Lage: Berliner Stadtgrenze Höhe Zubringer A 114 Richtung Prenzlau bis Nordgraben, von Kläranlage Schönerlinde bis Berliner Stadtgrenze wasserwirtschaftliche Anlage der BWB (4316 m)
  - Entwässerungsgraben Schildow-Waldeck (5819624) – Lage: Westlich Schildower Straße, zwischen Weißdorn- und Bachstelzensteg (KGA Schildow-Waldeck) bis Tegeler Fließ
  - Graben 1 Blankenfelde (581969248) – Lage: Von Blankenfelder Graben (Blankenfelder Chaussee 9) bis Zingergraben Nord
  - Graben 1 Mühlenbeck (5819623832) – Lage: Von Mönchmühler Teich über Feuchtgebiet in Tegeler Fließ
  - Graben 16 Blankenfelde (5819692476) – Lage: Nördlich KGA Einigkeit bis Zingergraben Nord
  - Graben 52 Buchholz (5819692222) – Lage: Hinter Ideallee 2–54
  - Graben Mönchmühler Teich (58196238) – Lage: Von Landesgrenze (Hauptstraße-Straße nach Blankenfelde) über Feuchtgebiet in Tegeler Fließ
  - Großer Reppfuhl (58196924423) – Lage: Östlich Industriebahn / westlich Schildower Straße im Verlauf des Grabens 29 Blankenfelde
- Buch
  - Alter Lietzengraben (5829424) – Lage: Im Bucher Forst, südlich Schönerlinder Chaussee von Lietzengraben bis Lietzengraben
  - Blankenfelder Graben (58196922) – Lage: Berliner Stadtgrenze Höhe Zubringer A 114 Richtung Prenzlau bis Nordgraben, von Kläranlage Schönerlinde bis Berliner Stadtgrenze wasserwirtschaftliche Anlage der BWB (4316 m)
  - Brendegraben (58294322) – Lage: Stadtgrenze Schönerlinder Straße bis Buchholzer Graben
  - Buchholzer Graben (5829432) – Lage: Blankenfelder Graben (westlich A 114) bis Panke (südwestlich Krontaler Steg)
  - Waldgraben (58294262) – Lage: Von Brandenburg, Stadtgrenze nördlich Eupener Straße bis Bogensee
  - Werkgraben Buch (58294162) – Lage: Östlich Pölnitzweg 5 bis Schloßparkgraben
  - Zick-Zack-Graben (58294282) – Lage: Südlich Am Sandhaus 15, durch Moorlinse bis Graben 1 Buch
- Französisch Buchholz
  - Alter Lietzengraben (5829424) – Lage: Im Bucher Forst, südlich Schönerlinder Chaussee von Lietzengraben bis Lietzengraben
  - Laake (5829438) – Lage: Stadtgrenze Berlin-Karow – Am Luchgraben / Kreis Bernau bis Panke, Name in Brandenburg: Fließgraben
  - Lietzengraben (582942) – Lage: Stadtgrenze Berlin-Buch – nördlich Bucher Forst / Kreis Bernau bis Panke
  - Nebenarm vom Parkgraben (582943964) – Lage: Elfenallee 16/20 bis Parkgraben
  - Pankebecken (58294398) – Lage: Südlich Bahnhofstraße/Blankenburger Weg
  - Parkgraben (58294396) – Lage: Straße 166 Nr. 12 bis Panke
  - Rübländergraben (5829436) – Lage: Nördliche Grenze Busonistraße 63a bis Einmündungen in die Panke
  - Schilfteich (582943143) – Lage: Östlich Bucher Straße, östlich Weidenteich
  - Schmöckpfuhlgraben (582946) – Lage: Malchower Straße 71 bis Panke
  - Weidenteich (582943161) – Lage: Östlich Bucher Straße, westlich Schilfteich
- Heinersdorf
  - Heimdallgraben (5829468) – Lage: Heimdallstraße / KGA „Feuchter Winkel Ost“ bis Schmöckpfuhlgraben, teilweise verrohrt
  - Schmöckpfuhlgraben (582946) – Lage: Malchower Straße 71 bis Panke
  - Alter Schmöckpfuhlgraben (58294688) – Lage: In der KGA „Feuchter Winkel West“ bis Heimdallgraben
  - Axengraben (5829462) – Lage: Kandertaler Weg 88 bis Schmöckpfuhlgraben
- Karow
  - Karower Entwässerungsgraben (582944664) – Lage: Siverstorpstraße 44/44a bis Karower Feldgraben
  - Laake (5829438) – Lage: Stadtgrenze Berlin-Karow – Am Luchgraben / Kreis Bernau bis Panke, Name in Brandenburg: Fließgraben
  - Rübländergraben (5829436) – Lage: Nördliche Grenze Busonistraße 63a bis Einmündungen in die Panke
  - Upstallgraben Karow (58294384) – Lage: Frundsbergstraße 24a / Straße 84 und Beuthener Straße 16 bis Laake Blankenburg
  - Kappgraben (5829418) – Lage: (Teich Panketal, südl. Rotdornweg) Stadtgrenze Bln-Buch / Kreis Panketal bis Panke
  - Karower Becken (5829446647) – Lage: Südöstlich Straße 64, im Verlauf des Karower Entwässerungsgrabens (Regenrückhaltebecken)
  - Nördlicher Upstallgraben (58294362) – Lage: Östlich Lanker Straße 14a bis Rübländer Graben, Höhe Schönerlinder Weg 58
  - Waldgraben Malchow (5829446648) – Lage: Am Luchgraben, im Stadtrandpark Neue Wiesen
- Malchow
  - Bitburger Teiche (582944325) – Lage: Westlich Bitburger Straße 8 und 8d, 2 Teiche (3066,437 m² + 534,469 m²)
  - Heinersdorfer Graben (5829464) – Lage: KGA „Märchenland“ westlich Drosselbartweg bis Schmöckpfuhlgraben, Höhe Langer Hals
- Niederschönhausen
  - Kreuzgraben (5829472) – Lage: Waldemarstraße 35 bis Panke
  - Tempelgraben (5829486) – Lage: Garibalditeich bis Zingergraben, teilweise verrohrt
  - Graben 58 Wilhelmsruh (58294872) – Lage: Nordendstraße 35c (nördlich An den Zingerwiesen) bis Zingergraben
  - Iderfenngraben (5829488) – Lage: R-Kanalanschluss Sachsenstraße 20 bis R-Kanal Kuckhoffstraße 122 und KGA „Zingertal“ (Grenzweg/Kirschenallee) bis Zingergraben, überwiegend verrohrt
- Pankow
  - Panke
  - Schmöckpfuhlgraben (582946) – Lage: Malchower Straße 71 bis Panke
  - Becken Am Bürgerpark (5829491) – Lage: Südwestlich Straße Am Bürgerpark, Wilhelm-Kuhr-Straße 30–38
  - Heimdallgraben (5829468) – Lage: Heimdallstraße / KGA „Feuchter Winkel Ost“ bis Schmöckpfuhlgraben, teilweise verrohrt
  - Kreuzgraben (5829472) – Lage: Waldemarstraße 35 bis Panke
- Prenzlauer Berg
  - Eschengraben (5829492) – Lage: Westlich Stavanger Straße bis Esplanade / R-Kanal, teilweise verrohrt
- Rosenthal
  - Tempelgraben (5829486) – Lage: Garibalditeich bis Zingergraben, teilweise verrohrt
  - Märchenlandgraben (58294434) – Lage: Schwarzelfenweg/Am Graben bis Fließgraben
  - Suderoder Graben (58294472) – Lage: Südlich Brockenweg 50 bis Fließgraben
- Weißensee
  - Bitburger Teiche (582944325) – Lage: Westlich Bitburger Straße 8 und 8d, 2 Teiche (3066,437 m² + 534,469 m²)
  - Lerchengraben (582944326) – Lage: Östlich Malchower Chaussee bis Malchower Becken, Abflussgraben Fauler See
  - Abflussgraben Fauler See (58294432) – Lage: Fauler See bis Fließgraben nördlich Ortnitstraße, teilweise verrohrt
  - Fauler See (582944321) – Lage: Nördlich Sürmondtstraße
  - Teich Hansastraße (582944323) – Lage: Zwischen Perler Straße und Liebermannstraße, westlich Hansastraße 185
- Wilhelmsruh
  - Garibalditeich (58294861) – Lage: Östlich Fontanestraße 52–60 Wilhelmsruh
  - Tempelgraben (5829486) – Lage: Garibalditeich bis Zingergraben, teilweise verrohrt

### Erhebungen
Die Arkenberge im Ortsteil Blankenfelde des Bezirks Pankow entstanden seit 1984 durch Bauschuttaufschüttungen. Im Jahr 2015 wurde festgestellt, dass deren Gipfel eine Höhe von 120,7 m ü. NHN erreichte. Sie gelten seitdem als die höchste Erhebung auf dem Gebiet des Landes Berlin.

### Siedlungsstruktur
Der Bezirk ist relativ unterschiedlich besiedelt. Zwei Drittel der Bevölkerung des Bezirks leben in den drei größten Ortsteilen: Prenzlauer Berg, Pankow und Weißensee. Prenzlauer Berg ist der am fünftdichtesten besiedelte Ortsteil Berlins, während Blankenfelde und die Stadtrandsiedlung Malchow die zwei am dünnsten besiedelten Ortsteile der Stadt sind. Diese zwei Ortsteile stellen gemeinsam fast ein Fünftel der Fläche des Bezirks dar, haben aber weniger als ein Prozent der Bevölkerung des Bezirks. Nach Neukölln ist Prenzlauer Berg der zweitbevölkerungsreichste Ortsteil Berlins.
Pankow gilt als grüner Bezirk, da sich hier Parks wie der Bürgerpark, der Park am Schloss Schönhausen und der Volkspark Schönholzer Heide befinden.

### Ortsteile
Im Bezirk Pankow bestehen die folgenden 13 Ortsteile:

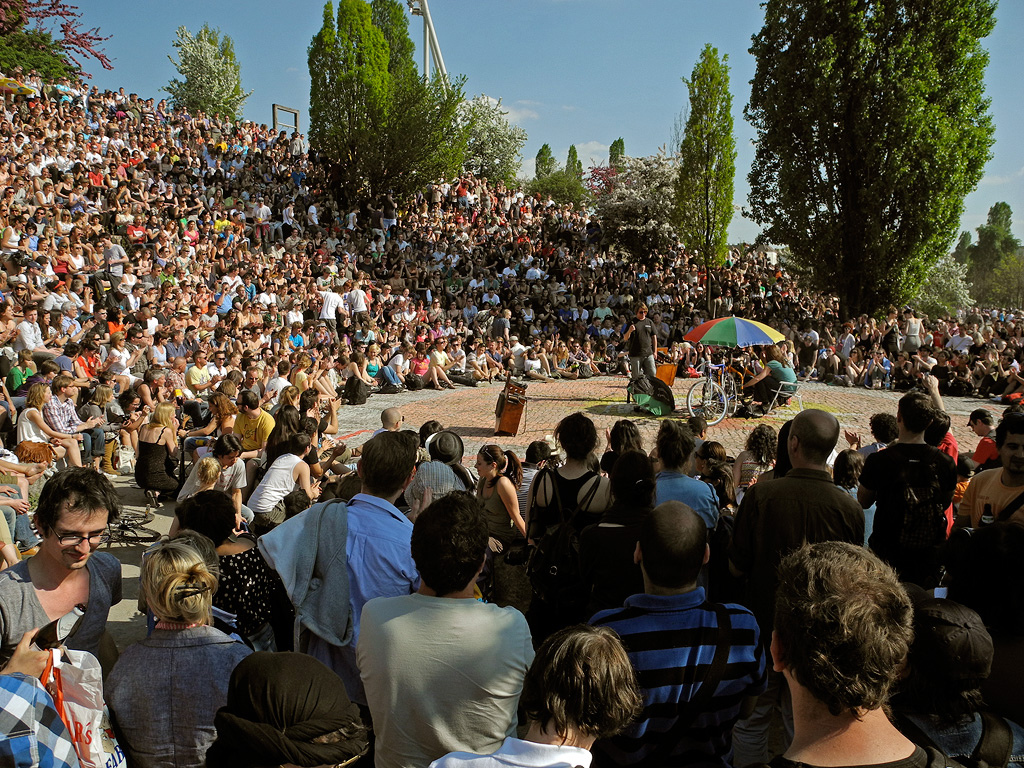
Karaoke im Mauerpark in Prenzlauer Berg

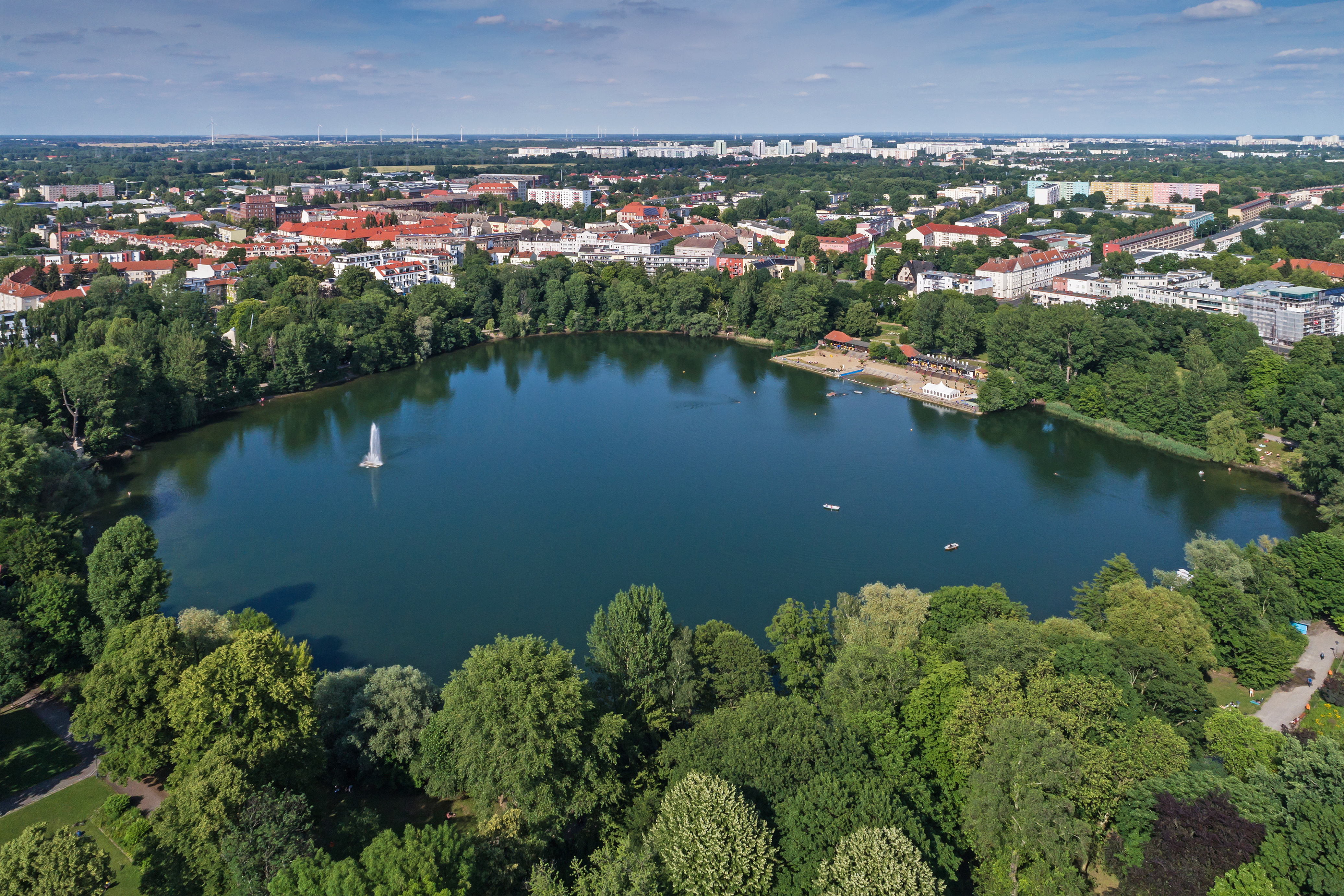
Weißer See

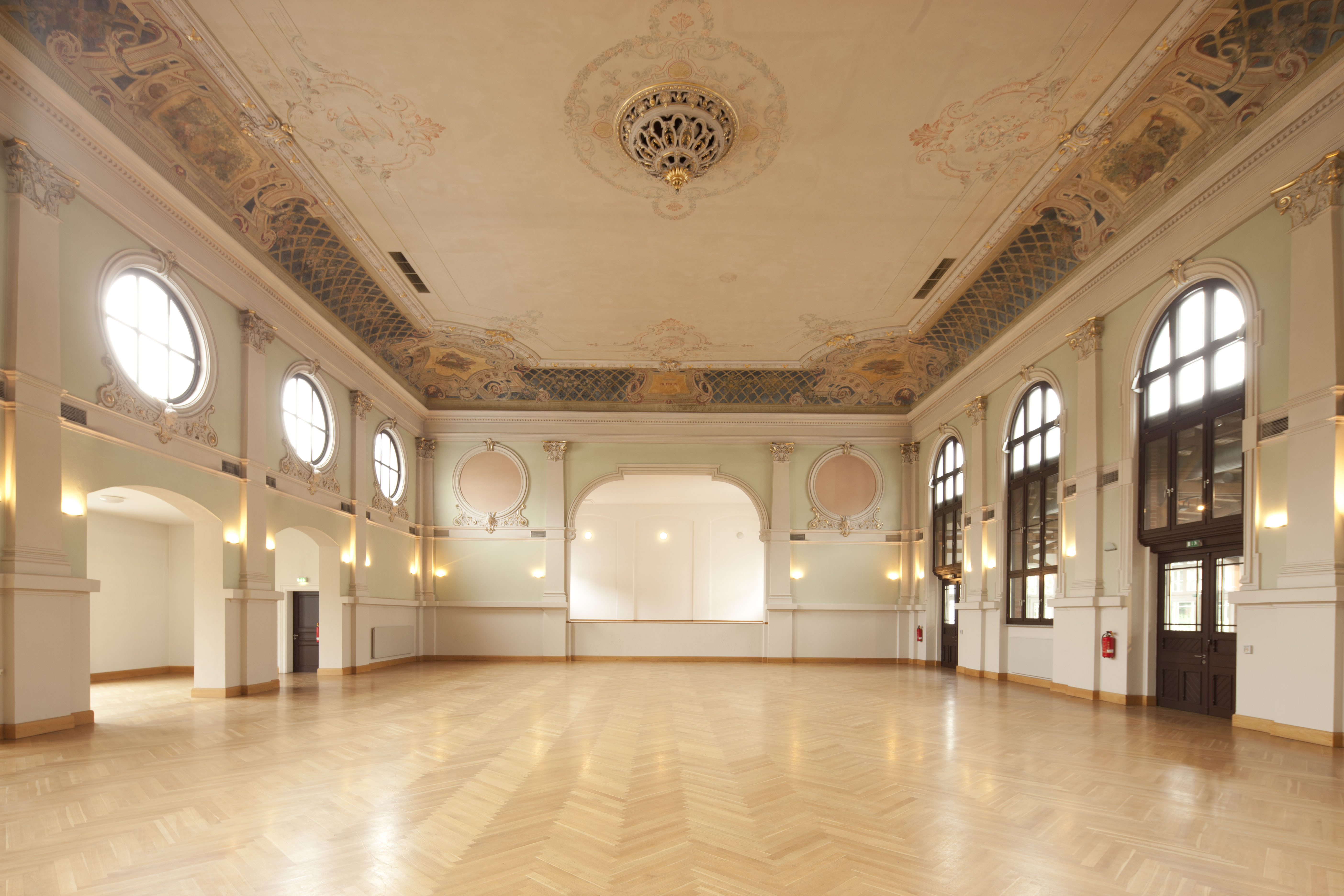
Ballhaus Pankow – Großer Saal

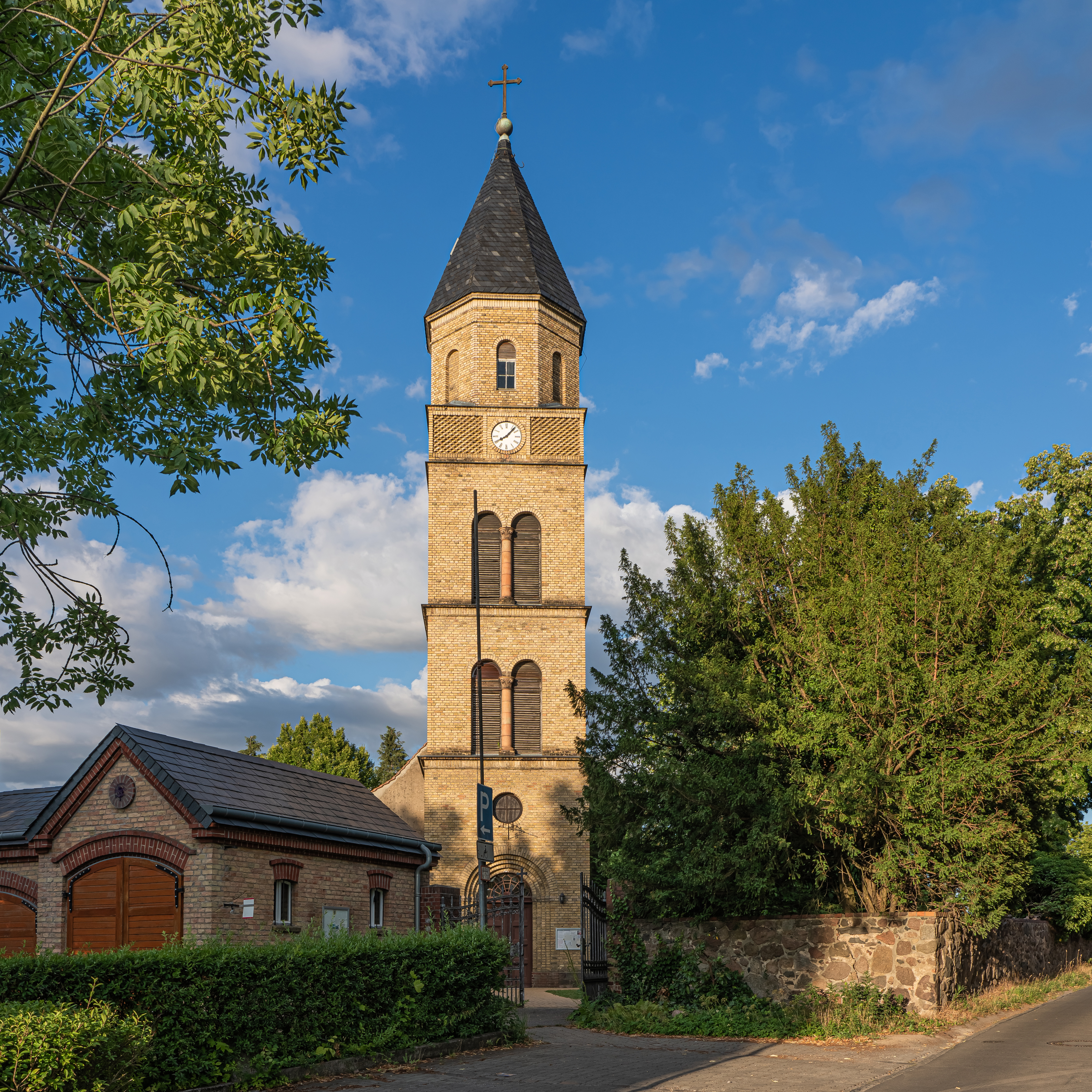
Dorfkirche Karow, das älteste Gebäude im Bezirk

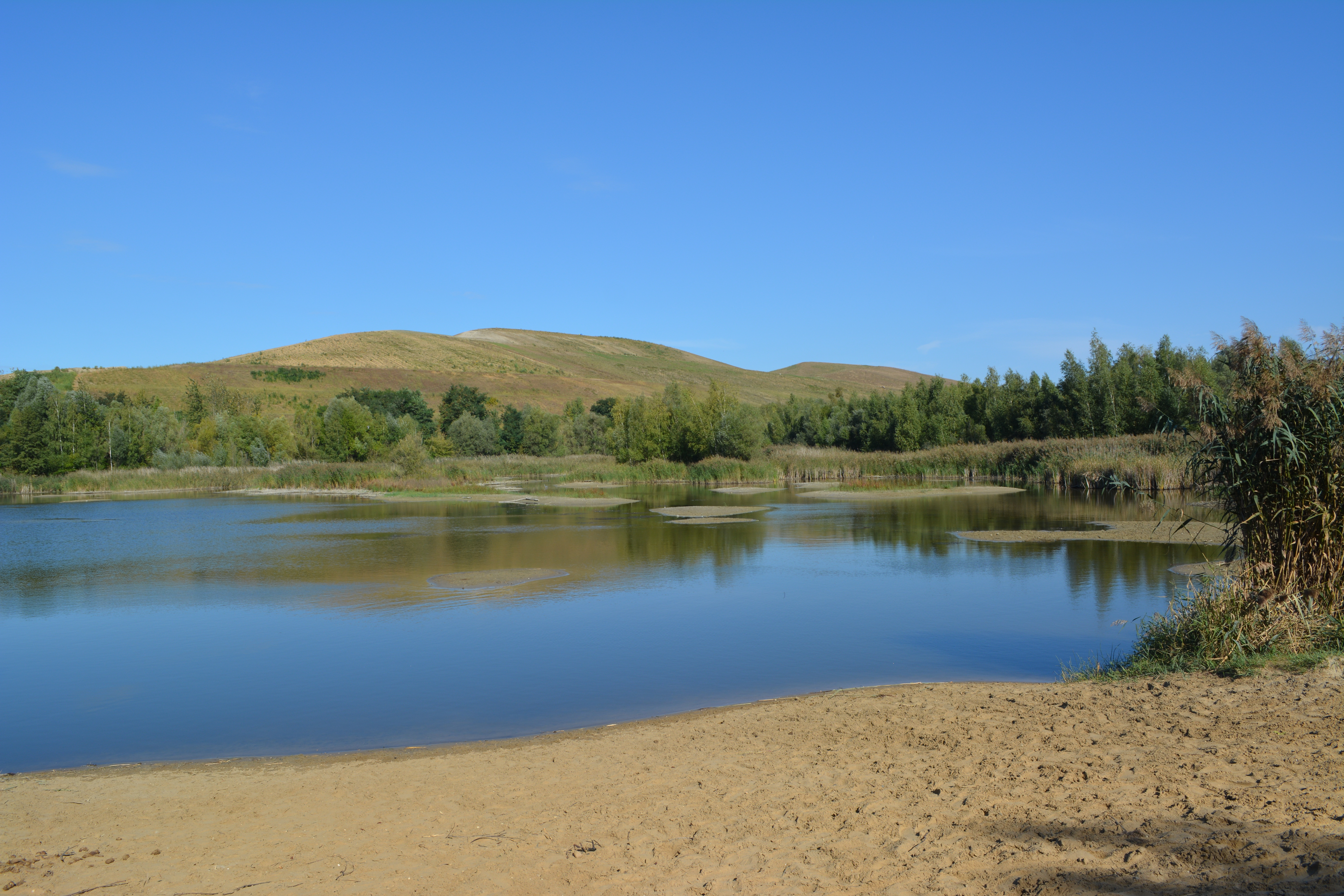
Arkenberge in Blankenfelde

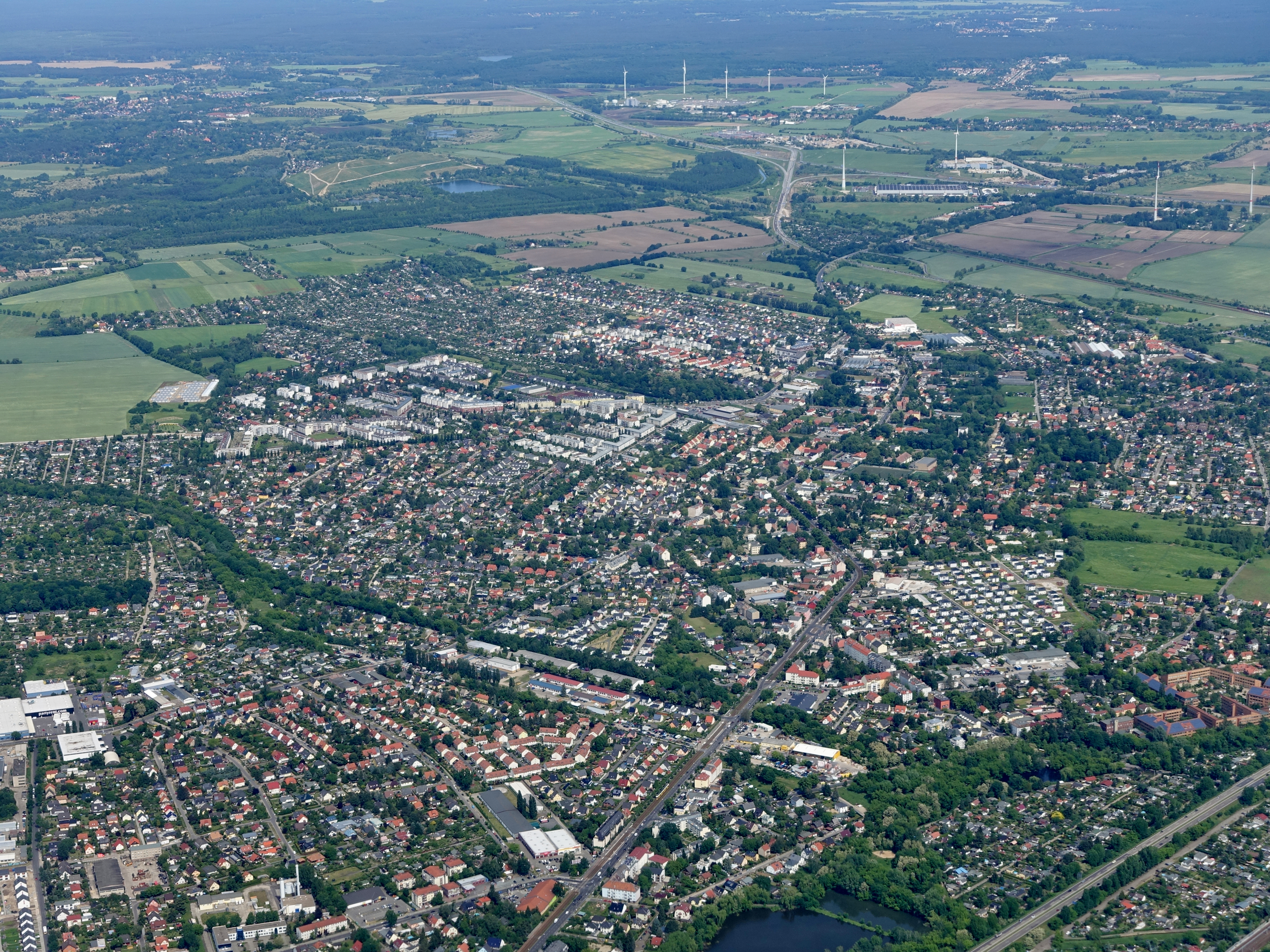
Französisch Buchholz

| Ortsteile und Ortslagen             | Fläche (km²) | Einwohner 31. Dezember 2024 | Einwohner pro km² | Lage                         |
| ----------------------------------- | ------------ | --------------------------- | ----------------- | ---------------------------- |
| 0301 Prenzlauer Berg                | 11,00        | 169.882                     | 15.444            | Ortsteile des Bezirks Pankow |
| 0302 Weißensee                      | 7,93         | 57.552                      | 7.258             | Ortsteile des Bezirks Pankow |
| 0303 Blankenburg                    | 6,03         | 6.921                       | 1.148             | Ortsteile des Bezirks Pankow |
| 0304 Heinersdorf                    | 3,95         | 9.557                       | 2.419             | Ortsteile des Bezirks Pankow |
| 0305 Karow - Stadtrandsiedlung Buch | 6,65         | 20.185                      | 3.035             | Ortsteile des Bezirks Pankow |
| 0306 Stadtrandsiedlung Malchow      | 5,68         | 1.088                       | 192               | Ortsteile des Bezirks Pankow |
| 0307 Pankow                         | 5,66         | 68.684                      | 12.135            | Ortsteile des Bezirks Pankow |
| 0308 Blankenfelde - Arkenberge      | 13,40        | 2.423                       | 181               | Ortsteile des Bezirks Pankow |
| 0309 Buch                           | 18,20        | 17.451                      | 959               | Ortsteile des Bezirks Pankow |
| 0310 Französisch Buchholz           | 12,00        | 21.823                      | 1.819             | Ortsteile des Bezirks Pankow |
| 0311 Niederschönhausen - Schönholz  | 6,49         | 33.324                      | 5.135             | Ortsteile des Bezirks Pankow |
| 0312 Rosenthal - Nordend            | 4,90         | 10.107                      | 2.063             | Ortsteile des Bezirks Pankow |
| 0313 Wilhelmsruh                    | 1,37         | 8.279                       | 6.043             | Ortsteile des Bezirks Pankow |

### Kieze (LOR)
Die kleinräumige Gliederung für Berlin sind die Lebensweltlich orientierten Räume (LOR) mit Abgrenzung nach fachlichen Kriterien. Diese werden für sozialräumliche Planungszwecke genutzt und haben das Raumbezugssystem der „Statistischen Gebiete / Verkehrzellen“ ersetzt. Daten zu den Bevölkerungsstrukturen in diesen Planungsgebieten sind im Kiezatlas der Sozialraumdaten online zugänglich. Die Schlüsselnummern der LOR setzen sich jeweils aus den zwei Ziffern des Bezirks (Pankow=03), dem Prognoseraum, der Bezirksregion (ungefähr an den Ortsteilen ausgerichtet) und den eigentlichen Planungsräumen zusammen.
| LOR | Schlüsselnummer | Name (Planungsraum)       | Bezirksregion (Ortsteil)                | Anzahl Einwohner | Deutsche | Bürger mit MGH | Ausländer | Anteil Deutsche |
| --- | --------------- | ------------------------- | --------------------------------------- | ---------------- | -------- | -------------- | --------- | --------------- |
| 01  | 03010101        | Bucher Forst              | Buch                                    | 003928           | 003459   | 000161         | 000308    | 88 %            |
| 02  | 03010102        | Buch                      | Buch                                    | 011685           | 010155   | 000427         | 001103    | 87 %            |
| 04  | 03010104        | Lietzengraben             | Buch                                    | 000000           | 000000   | 000000         | 000000    | //              |
| 03  | 03020203        | Blankenfelde              | Blankenfelde/Niederschönhausen          | 002116           | 002014   | 000069         | 000033    | 95 %            |
| 09  | 03020209        | Niederschönhausen         | Nördl. Pankow                           | 014726           | 012634   | 000823         | 001269    | 86 %            |
| 10  | 03020210        | Herthaplatz               | Nördl. Pankow                           | 011132           | 009760   | 000571         | 000801    | 88 %            |
| 07  | 03020307        | Buchholz                  | Buchholz                                | 017930           | 015958   | 001236         | 000736    | 89 %            |
| 05  | 03030405        | Karow Nord                | Karow                                   | 010986           | 009739   | 000620         | 000627    | 89 %            |
| 06  | 03030406        | Alt-Karow                 | Karow                                   | 008245           | 007643   | 000327         | 000275    | 93 %            |
| 11  | 03030711        | Blankenburg               | Blankenburg / Heinersdorf / Märchenland | 006810           | 006454   | 000197         | 000159    | 95 %            |
| 15  | 03030715        | Heinersdorf               | Blankenburg / Heinersdorf / Märchenland | 007388           | 006200   | 000336         | 000852    | 84 %            |
| 16  | 03030716        | Märchenland               | Blankenburg / Heinersdorf / Märchenland | 001138           | 001102   | 000016         | 000020    | 97 %            |
| 08  | 03040508        | Rosenthal                 | Schönholz / Wilhelmsruh / Rosenthal     | 004530           | 003686   | 000601         | 000243    | 81 %            |
| 12  | 03040512        | Wilhelmsruh               | Schönholz / Wilhelmsruh / Rosenthal     | 009783           | 008550   | 000674         | 000559    | 87 %            |
| 13  | 03040513        | Schönholz                 | Schönholz / Wilhelmsruh / Rosenthal     | 003412           | 002960   | 000238         | 000214    | 87 %            |
| 14  | 03040614        | Pankow Zentrum            | Pankow Zentrum                          | 035308           | 030982   | 001877         | 002449    | 88 %            |
| 18  | 03040818        | Pankow Süd                | Pankow Süd                              | 034314           | 029483   | 001645         | 003186    | 86 %            |
| 19  | 03050919        | Gustav-Adolf-Straße       | Weißensee                               | 005564           | 004532   | 000162         | 000870    | 81 %            |
| 20  | 03050920        | Weißer See                | Weißensee                               | 007397           | 006442   | 000382         | 000573    | 87 %            |
| 23  | 03050923        | Weißenseer Spitze         | Weißensee                               | 009098           | 007516   | 000518         | 001064    | 83 %            |
| 24  | 03050924        | Behaimstraße              | Weißensee                               | 005883           | 004660   | 000324         | 000899    | 79 %            |
| 25  | 03050925        | Komponistenviertel        | Weißensee                               | 009468           | 008004   | 000541         | 000923    | 85 %            |
| 17  | 03051017        | Rennbahnstraße            | Weißensee Ost                           | 004247           | 003508   | 000201         | 000538    | 83 %            |
| 21  | 03051021        | Buschallee                | Weißensee Ost                           | 006503           | 005854   | 000173         | 000476    | 90 %            |
| 22  | 03051022        | Hansastraße               | Weißensee Ost                           | 004527           | 004253   | 000130         | 000144    | 94 %            |
| 26  | 03061126        | Arnimplatz                | Prenzlauer Berg Nordwest                | 015187           | 011306   | 001180         | 002701    | 74 %            |
| 31  | 03061131        | Falkplatz                 | Prenzlauer Berg Nordwest                | 010521           | 007240   | 000942         | 002339    | 69 %            |
| 27  | 03061227        | Humannplatz               | Prenzlauer Berg Nord                    | 014520           | 011108   | 001128         | 002284    | 77 %            |
| 28  | 03061228        | Erich-Weinert-Straße      | Prenzlauer Berg Nord                    | 012619           | 010122   | 000774         | 001723    | 80 %            |
| 32  | 03061332        | Helmholtzplatz            | Helmholtzplatz                          | 022519           | 016055   | 002132         | 004332    | 71 %            |
| 29  | 03061429        | Greifswalder Straße       | Prenzlauer Berg Ost                     | 010082           | 008787   | 000478         | 000817    | 87 %            |
| 30  | 03061430        | Volkspark Prenzlauer Berg | Prenzlauer Berg Ost                     | 003921           | 002486   | 000189         | 001246    | 63 %            |
| 34  | 03061434        | Anton-Saefkow-Park        | Prenzlauer Berg Ost                     | 006238           | 004842   | 000446         | 000950    | 78 %            |
| 35  | 03061435        | Conrad-Blenkle-Straße     | Prenzlauer Berg Ost                     | 003875           | 002910   | 000299         | 000666    | 75 %            |
| 41  | 03061441        | Eldenaer Straße           | Prenzlauer Berg Ost                     | 002560           | 001912   | 000305         | 000343    | 75 %            |
| 36  | 03071536        | Teutoburger Platz         | Prenzlauer Berg Südwest                 | 010747           | 007119   | 001152         | 002476    | 66 %            |
| 37  | 03071537        | Kollwitzplatz             | Prenzlauer Berg Südwest                 | 015635           | 010521   | 001473         | 003641    | 67 %            |
| 33  | 03071633        | Thälmannpark              | Prenzlauer Berg Süd                     | 003010           | 002316   | 000267         | 000427    | 77 %            |
| 38  | 03071638        | Winsstraße                | Prenzlauer Berg Süd                     | 017260           | 012177   | 001654         | 003429    | 71 %            |
| 39  | 03071639        | Bötzowstraße              | Prenzlauer Berg Süd                     | 012367           | 009338   | 001071         | 001958    | 76 %            |

## Geschichte

### 1920–2001
Bei der Bildung Groß-Berlins im Jahr 1920 wurde aus den folgenden bis dahin zum Kreis Niederbarnim gehörenden Gebieten der 19. Verwaltungsbezirk von Berlin gebildet, die Aufstellung nennt auch die Fläche (in Hektar (ha)) und die damalige Zahl der Einwohner:
| - Landgemeinde Pankow (629 ha, 57.962 Einwohner) - Landgemeinde Blankenburg (400 ha, 1161 Einwohner) - Gutsbezirk Blankenburg (282 ha, 156 Einwohner) - Landgemeinde Blankenfelde (547 ha, 549 Einwohner) | - Gutsbezirk Blankenfelde (519 ha, 360 Einwohner) - Landgemeinde Buch (284 ha, 3917 Einwohner) - Gutsbezirk Buch (1612 ha, 2562 Einwohner) - Landgemeinde Buchholz (1155 ha, 4905 Einwohner) - Landgemeinde Heinersdorf (394 ha, 1006 Einwohner) | - Landgemeinde Karow (533 ha, 949 Einwohner) - Landgemeinde Niederschönhausen (551 ha, 18.913 Einwohner) - Gutsbezirk Niederschönhausen mit Schönholz (66 ha, 362 Einwohner) - Ostteil der Landgemeinde Rosenthal (479 ha, 1725 Einwohner) - Gutsbezirk Rosenthal (341 ha, 129 Einwohner) |

Der Westteil der Landgemeinde Rosenthal einschließlich Wilhelmsruh kam zum Bezirk Reinickendorf. Nach seinem bevölkerungsreichsten Ortsteil erhielt der Bezirk den Namen Pankow. Das Pankower Rathaus wurde auch Sitz des Bezirksbürgermeisters und der Bezirksverordnetenversammlung. 1930 wurde der Bezirk Pankow mit der Eröffnung der Streckenabschnitts Schönhauser Allee – Vinetastraße von der Berliner U-Bahn erreicht.
Die Berliner Gebietsreform mit Wirkung zum 1. April 1938 hatte zahlreiche Begradigungen der Bezirksgrenzen sowie einige größere Gebietsänderungen zur Folge. Das Gebiet westlich der Berliner Nordbahn an der Wollankstraße wurde vom Bezirk Pankow in den Bezirk Wedding umgegliedert. Der Bezirk Reinickendorf gab sein östlich der Nordbahn gelegenes Gebiet, bestehend aus Wilhelmsruh sowie der südlich anschließenden Waldsteg-Siedlung, an den Bezirk Pankow ab. Die Einwohnerzahl des Bezirks wuchs durch die Grenzänderungen um 1629 Bewohner und die Fläche des Bezirks vergrößerte sich um 81 Hektar.
Am Ende des Zweiten Weltkriegs eroberte die Rote Armee in der Schlacht um Berlin den Bezirk Pankow am 22. April 1945. Gemäß den Zonenprotokollen wurde er in der Viersektorenstadt Berlin dem Sowjetischen Sektor zugeordnet und gehörte nach der Teilung Berlins zu Ost-Berlin, ab 1952 als „Stadtbezirk Pankow“.

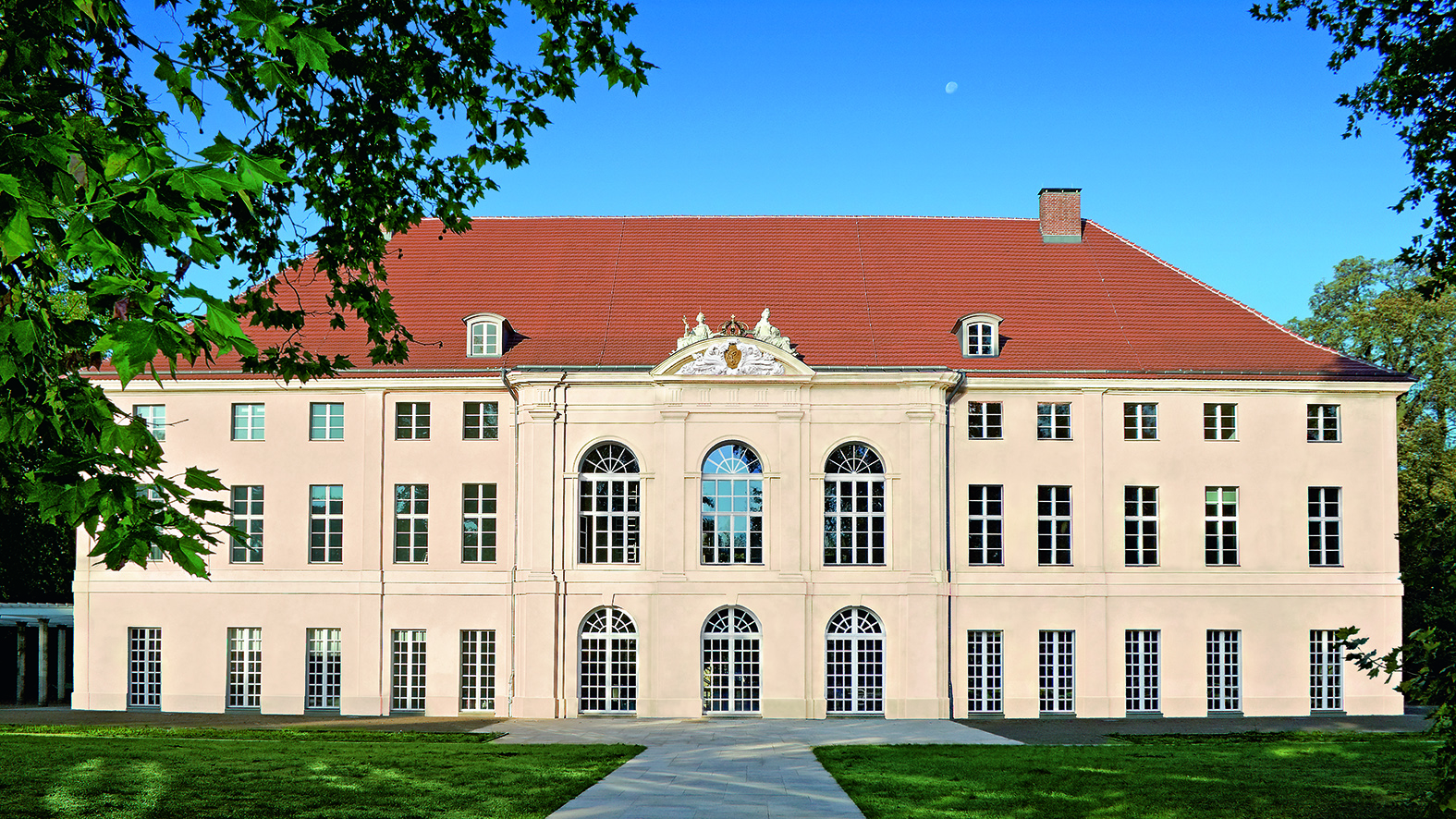
Schloss Schönhausen im Ortsteil Niederschönhausen, erbaut zwischen 1690 und 1740

Nach Gründung der DDR befanden sich bis in die 1960er Jahre im Sperrgebiet am Majakowskiring die Wohnsitze des obersten Führungspersonals der SED und der DDR-Regierung. Das nahegelegene Schloss Schönhausen war von 1949 bis 1960 Sitz des Präsidenten der DDR, Wilhelm Pieck, danach bis 1964 des Staatsratsvorsitzenden Walter Ulbricht. Daher galt die Metonymie „Pankow“ besonders in der westlichen Öffentlichkeit als Synonym für die DDR-Führung.
Nach dem Bau der Berliner Mauer im August 1961 wurde der genaue Verlauf der Bezirksgrenze entlang der Nordbahn bedeutsam. Die S-Bahnhöfe Wilhelmsruh und Schönholz lagen trotz ihres Namens auf West-Berliner Gebiet und waren vom Bezirk Pankow aus nicht mehr zugänglich. Der S-Bahnhof Wollankstraße lag zwar im Stadtbezirk Pankow, sein östlicher Zugang wurde aber ebenfalls gesperrt. Von West-Berlin aus blieb der Bahnhof zugänglich.
Im Jahr 1985 wurden die Ortsteile Karow, Heinersdorf und Blankenburg in den Stadtbezirk Weißensee umgegliedert, der seinerseits einen Großteil seines Gebiets an den neuen Stadtbezirk Hohenschönhausen abgab.
Das Schloss Schönhausen diente von 1964 bis Oktober 1989 als Gästehaus für die Staatsbesucher der DDR. Während der friedlichen Revolution tagte im Schlosskomplex Schönhausen von Ende Dezember 1989 bis März 1990 der Zentrale Runde Tisch der DDR.
Mit der deutschen Wiedervereinigung am 3. Oktober 1990 wurde der Bezirk Pankow Teil des Bundeslandes Berlin. Am 16. September 2000 wurde die U-Bahn-Linie U2 von der Vinetastraße bis zum Bahnhof Berlin-Pankow verlängert.

### Bezirk Pankow seit 2001
Zum 1. Januar 2001 wurde der Bezirk Pankow im Rahmen der Berliner Bezirksreform mit den Bezirken Weißensee und Prenzlauer Berg zusammengeschlossen. Die beteiligten Gebiete konnten sich nach längeren Auseinandersetzungen um die Bezeichnung auf Beschluss seiner Bezirksverordnetenversammlung auf den kurzen Namen Pankow einigen. Seit 2017 gehört auch das in den Mauerpark einbezogene Gelände des früheren Bahnhofs Berlin Eberswalder Straße vollständig zum Bezirk Pankow, Ortsteil Prenzlauer Berg, sodass der Bezirk nun auch bis 1990 zu West-Berlin gehörendes Gebiet umfasst.

## Bevölkerung

### Überblick
Am 31. Dezember 2024 zählte der Bezirk Pankow 409.453 Einwohner auf einer Fläche von 103,1 Quadratkilometern. Somit lag am Stichtag die Bevölkerungsdichte bei 3.973 Einwohnern pro Quadratkilometer (siehe hierzu auch: Liste der Bezirke und Ortsteile Berlins).
| Jahr | Einwohner |
| ---- | --------- |
| 1920 | 094.656   |
| 1925 | 100.825   |
| 1933 | 141.333   |
| 1939 | 154.725   |
| 1946 | 143.962   |
| 1950 | 149.662   |
| 1955 | 144.100   |
| 1961 | 134.826   |
| 1965 | 137.789   |
| 1970 | 141.466   |
| 1975 | 136.974   |

| Jahr | Einwohner  |
| ---- | ---------- |
| 1980 | 140.457    |
| 1984 | 135.276    |
| 1985 | 0118.067 1 |
| 1990 | 107.315    |
| 1995 | 109.182    |
| 2000 | 125.345    |
| 2001 | 334.086    |
| 2005 | 345.953    |
| 2010 | 360.017    |
| 2015 | 389.976    |
| 2016 | 397.406    |

| Jahr | Einwohner |
| ---- | --------- |
| 2017 | 402.289   |
| 2018 | 407.039   |
| 2019 | 409.335   |
| 2020 | 410.716   |
| 2021 | 413.168   |
| 2022 | 420.768   |
| 2023 | 424.307   |
| 2024 | 427.276   |

Die unten stehenden Einwohnerzahlen ab 2001 (Stand jeweils 31. Dezember) basieren, abweichend von der Bevölkerungsfortschreibung des Amtes für Statistik Berlin-Brandenburg, auf Daten des Einwohnermelderegisters des Berliner Landesamtes für Bürger- und Ordnungsangelegenheiten.

### Bevölkerungsstruktur
Die folgende Tabelle zeigt Angaben zur Struktur der Bevölkerung des Bezirks Pankow am 31. Dezember 2024.
| Geschlecht      | Anzahl  | Anteil |
| --------------- | ------- | ------ |
| männlich        | 209.773 | 49,1 % |
| weiblich        | 217.503 | 50,9 % |
| Insgesamt       | 427.276 | 100 %  |
|                 |         |        |
|                 |         |        |
| Altersgruppen   |         |        |
| unter 20        | 080.850 | 18,9 % |
| 20 bis unter 40 | 127.230 | 29,8 % |
| 40 bis unter 65 | 155.882 | 36,5 % |
| ab 65           | 063.314 | 14,8 % |
| Insgesamt       | 427.276 | 100 %  |

| Herkunft                            | Anzahl  | Anteil |
| ----------------------------------- | ------- | ------ |
| Deutsche ohne Migrationshintergrund | 298.918 | 70,0 % |
| Deutsche mit Migrationshintergrund  | 044.187 | 10,3 % |
| Ausländer                           | 084.171 | 19,7 % |
| Insgesamt                           | 427.276 | 100 %  |
|                                     |         |        |
| Wohnlagen                           |         |        |
| einfache Wohnlagen bzw. ohne Angabe | 027.172 | 06,3 % |
| mittlere Wohnlagen                  | 265.649 | 62,2 % |
| gute Wohnlagen                      | 134.455 | 31,5 % |
| Insgesamt                           | 427.276 | 100 %  |

| Religion            | Anzahl  | Anteil |
| ------------------- | ------- | ------ |
| evangelisch         | 040.711 | 09,5 % |
| römisch-katholisch  | 023.544 | 05,5 % |
| sonstige bzw. keine | 363.021 | 85,0 % |
| Insgesamt           | 427.276 | 100 %  |

Das Durchschnittsalter im Bezirk lag am 31. Dezember 2024 bei 41,5 Jahren (Berliner Durchschnitt 42,8 Jahre).

## Wirtschaft

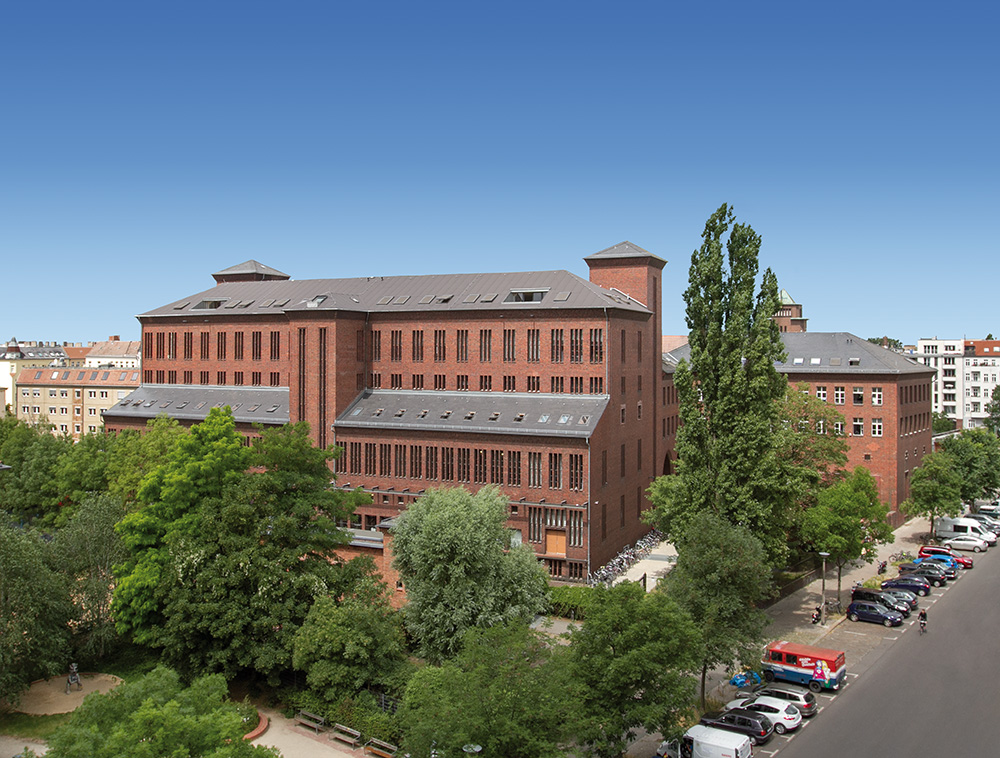
Firmensitz von GetYourGuide im Bezirk Pankow

In Pankow konzentrieren sich IT-, Kreativ- und Medienwirtschaft, Schienenfahrzeugbau, Biotechnologie, Gesundheitswirtschaft, und Maschinenbau. Das durchschnittliche monatliche Netto-Pro-Kopf-Einkommen war mit 1475 Euro im Jahr 2018 erstmals das höchste unter den Berliner Bezirken.

### Unternehmen
Im Jahr 2014 wirtschafteten mehr als 42.000 Unternehmen in Pankow. Eine Vielzahl darunter sind Kleinunternehmen aus den Bereichen Dienstleistungen, Baugewerbe und Handel. 74 % der Unternehmen haben bis zu fünf Mitarbeiter. Im Bezirk arbeitet ein hoher Anteil an Selbstständigen und Existenzgründern.
Am Campus Berlin-Buch befindet sich einer der größten Klinikstandorte in Deutschland. Eine Vielzahl von Unternehmen im Bereich der Gesundheitswirtschaft sind dort tätig.
Im Schweizer Unternehmen Stadler Rail waren 2015 am Standort in Berlin-Pankow rund 1200 Mitarbeiter beschäftigt. GetYourGuide, Betreiber einer global tätigen Online-Buchungsplattform beschäftigt mehr als 600 Mitarbeiter an seinem Firmensitz in Prenzlauer Berg.

### Biotechnologie

Gebäude im BiotechPark Buch

Mit über 30.000 Quadratmetern Nutzfläche zählt der BiotechPark Berlin-Buch in Pankow zu den größten deutschen Technologieparks im Bereich der Biomedizin und Biotechnologie. Auf dem Gelände befindet sich auch das Innovationszentrum des Campus Berlin-Buch. Gründern werden hier branchenspezifische Labor- und Büroflächen zur Verfügung gestellt. Der BiotechPark wird von der „BBB Management GmbH Campus Berlin-Buch“ betrieben und setzt im Jahr etwa 140 Millionen Euro.
Die Entwicklung molekularer Diagnostika und Therapien, die Entwicklung neuer Medikamente, Innovationen in der Medizintechnik sowie Dienstleistungen für Forschungseinrichtungen und die Pharmaindustrie, Klinische Entwicklungen, Gentechnik, Nanobiotechnologie sowie Bioinformatik stehen im Fokus des Innovationszentrums. Das SDAX-gelistete Unternehmen Eckert & Ziegler zählt zu den wesentlichen Firmen am Standort in Buch.

### Medien
- Pankower Allgemeine
- Barefoot Films
- Xinhua, Deutschlandsitz der chinesischen Nachrichtenagentur

## Infrastruktur

### Individualverkehr

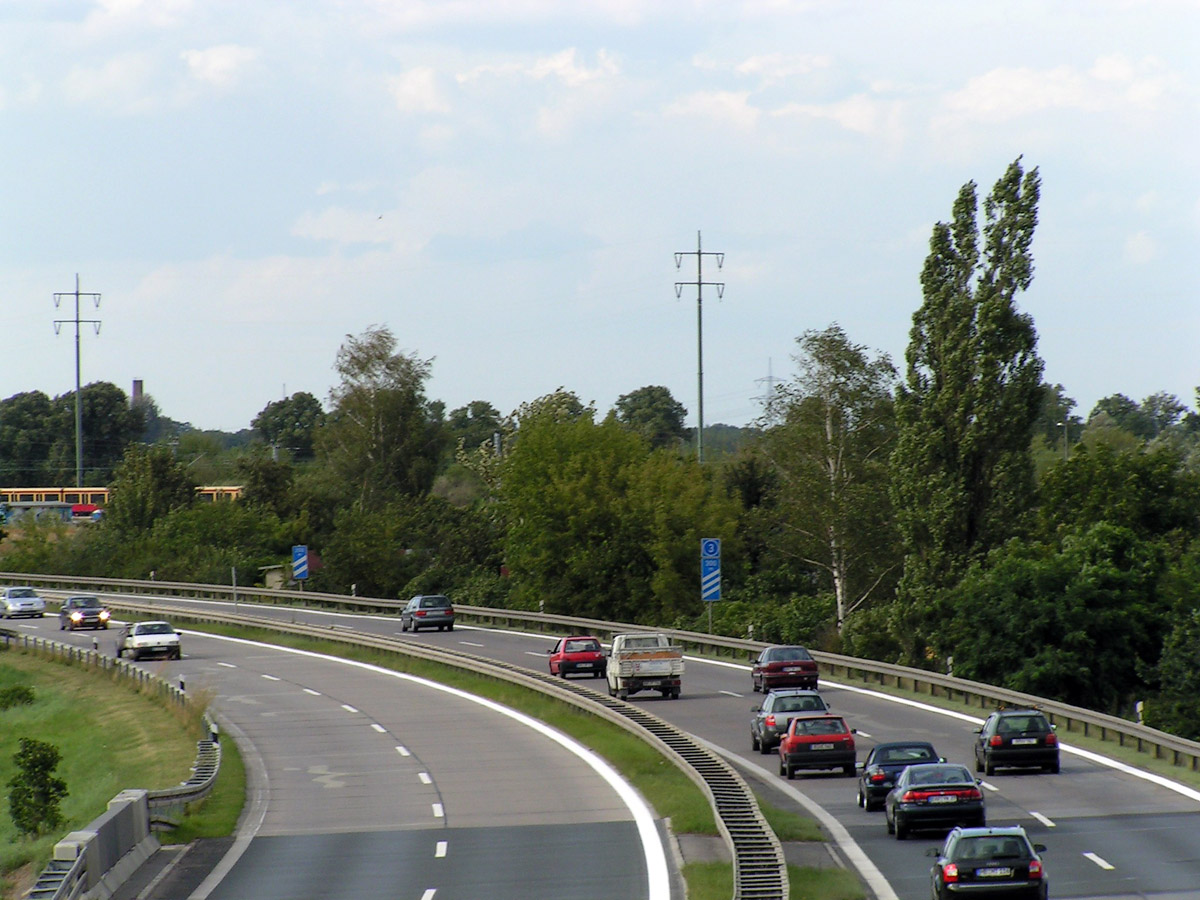
A 114 in Richtung Norden

Der Straßenverkehr im Bezirk wird geprägt durch die drei radial vom Stadtzentrum nach Norden bzw. Nordosten verlaufenden Bundesstraßen B 96a (Schönhauser Allee/Berliner Straße), B 109 (Prenzlauer Allee/Prenzlauer Promenade), die am S-Bahnhof Pankow-Heinersdorf in die Bundesautobahn 114 mündet, und die B 2 (Greifswalder Straße/Berliner Allee). Pankow ist der einzige Bezirk der vom Berliner Ring, der Autobahn A 10, erschlossen ist. Von großer Bedeutung für den Straßenverkehr sind auch die beiden Ringstraßen: Danziger Straße (innerhalb des S-Bahn-Rings) und Ostseestraße – Wisbyer Straße – Bornholmer Straße (außerhalb des S-Bahn-Rings).
Pankow ist in das Netz der Radfernwege eingebunden. So verläuft der Radfernweg Berlin–Usedom von der Museumsinsel entlang der Schönhauser Allee, biegt dann in die Schwedter Straße ab und führt durch den Mauerpark und den Schlosspark Pankow und weiter nach Karow und Buch. Entlang der Bezirksgrenze zwischen Pankow und dem Bezirk Reinickendorf und dem Ortsteil Wedding vom Bezirk Mitte, die dem früheren Grenzverlauf der DDR entspricht, verläuft der Berliner Mauerweg.

### Öffentlicher Personennahverkehr

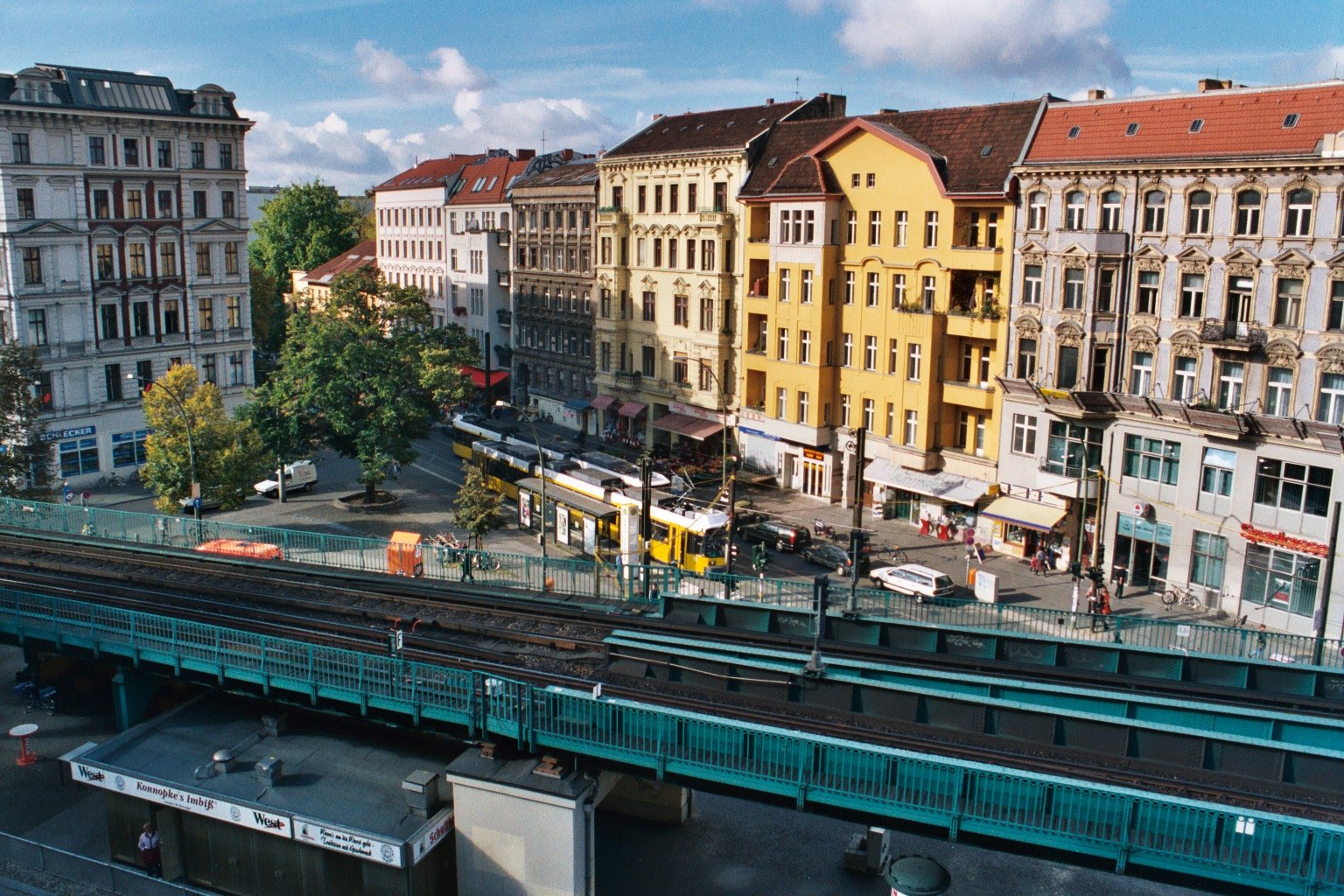
Kastanienallee am U-Bahnhof Eberswalder Straße

Pankow wird von den S-Bahn-Linien S1, S2, S25, S26, S41, S42, S8 und S85 angebunden. Im Bezirk liegt fast der gesamte nördliche Teil des Ostringes der Ringbahn mit den S-Bahnhöfen Storkower Straße, Landsberger Allee, Greifswalder Straße, Prenzlauer Allee und Schönhauser Allee. An dem auf der Grenze zum Ortsteil Gesundbrunnen des Bezirks Mitte gelegenen Bahnhof Bornholmer Straße teilen sich die von Süden kommenden Linien in die Strecken Richtung Oranienburg/Hennigsdorf (Berliner Nordbahn) und Bernau (Stettiner Bahn) auf. Auf der Grenze zum Bezirk Reinickendorf liegen die Bahnhöfe Wollankstraße, Schönholz und Wilhelmsruh (Reinickendorf). An der nach Nordosten führenden Stettiner Bahn liegen die Bahnhöfe Pankow, Pankow-Heinersdorf, Blankenburg, Karow und Buch. Am Karower Kreuz ist der Bahnhof Karower Kreuz in der Bau- und Planungsphase (Stand: 2020).
Am Bahnhof Berlin-Karow beginnt die Regionalbahn-Linie RB27 (Heidekrautbahn) der Niederbarnimer Eisenbahn nach Groß Schönebeck beziehungsweise Wensickendorf.
Im Bezirk Pankow gibt es fünf U-Bahnhöfe der Linie U2: Im Ortsteil Prenzlauer Berg die Bahnhöfe Senefelderplatz, Eberswalder Straße und Schönhauser Allee sowie im Ortsteil Pankow die Bahnhöfe Vinetastraße und Pankow. Dabei sind die Bahnhöfe Schönhauser Allee und Pankow Umsteigebahnhöfe zur S-Bahn.
Das Straßenbahnnetz im Bezirk folgt im Wesentlichen den im Abschnitt Individualverkehr beschriebenen Hauptstraßen. Daneben gibt es noch eine von Südwesten nach Nordosten verlaufende Ergänzungslinie. Die aus der Schönhauser Allee nach Norden verlaufende Straßenbahnlinie verästelt sich im Ortsteil Pankow in drei Zweige. Die Linienführung in der Berliner Allee verlässt den Bezirk Pankow ostwärts in Richtung des Bezirks Lichtenberg. Die Strecke in der Berliner Allee wurde 2005 mit lärmschluckendem Rasengleis sowie neuen Haltestellen ausgerüstet.

### Energieversorgung

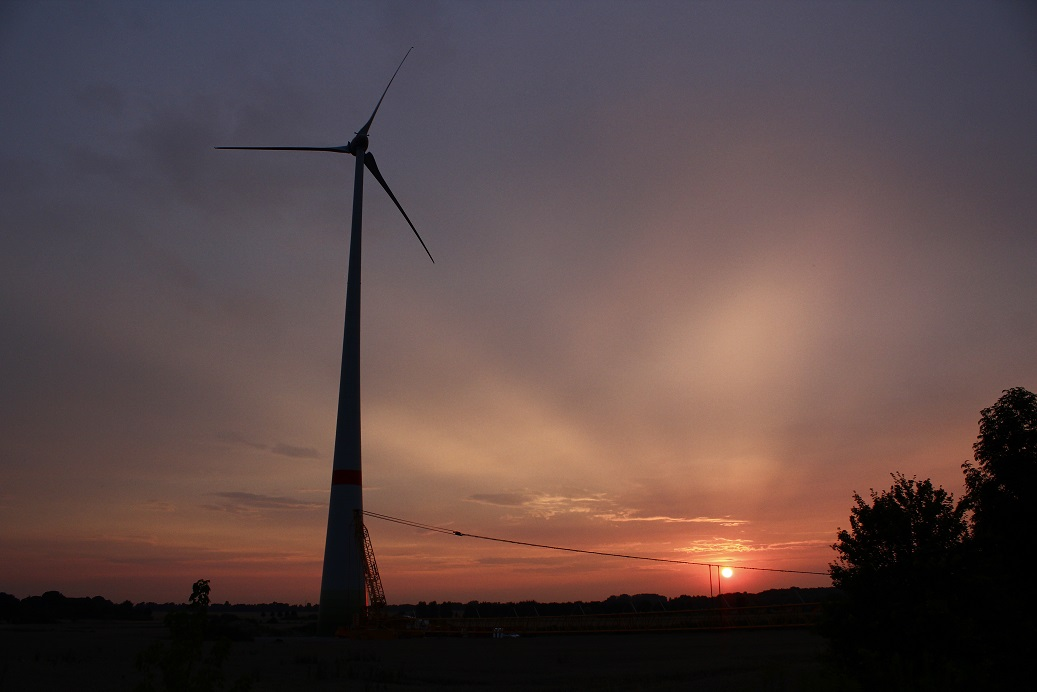
Windkraftanlage nahe dem Autobahndreieck Pankow

Auf einem Feld im Norden Pankows, Ortsteil Buch, (mit den Geo-Koordinaten: 52° 38′ 54″ N, 13° 26′ 40″ O) sowie bei der Stadtrandsiedlung Malchow befinden sich die ersten beiden Windkraftanlagen Berlins. Bei beiden Anlagen, die 2008 bzw. 2014 in Betrieb genommen wurden, handelt es sich um Anlagen des Typs Enercon E-82 mit einem Rotordurchmesser von 82 m, einer Nabenhöhe von 138 m und einer Gesamthöhe von 179 m.
Die Nennleistung der ersten Anlage beträgt zwei Megawatt (MW), die zweite Anlage verfügt über eine Leistung von 2,3 MW. Das Regelarbeitsvermögen der Windkraftanlagen liegt bei 4 bzw. 5 Millionen kWh pro Jahr. Die Investitionssumme lag bei jeweils ca. 3,4 Millionen Euro.
Bis 2020 entstanden im Norden Pankows noch drei weitere Windkraftanlagen an den Standorten Schönerlinder Straße (zwei) sowie Am Vorwerk.
Das Heizkraftwerk Berlin-Buch hat eine elektrische Leistung von fünf Megawatt sowie eine thermische Leistung von 130 MW.

### Wasserbetriebe
Ein großes unterirdisches Regenrückhaltebecken befindet sich unter dem Mauerpark im Stadtteil Prenzlauer Berg. Der sogenannte Stauraumkanal dient bei Starkregenereignissen dazu Überflutungen und überlaufendes Abwasser in die Panke zu vermeiden. Der 2020 eingeweihte Stauraumkanal ist Teil des städtischen Schwammstadtkonzepts.

## Politik

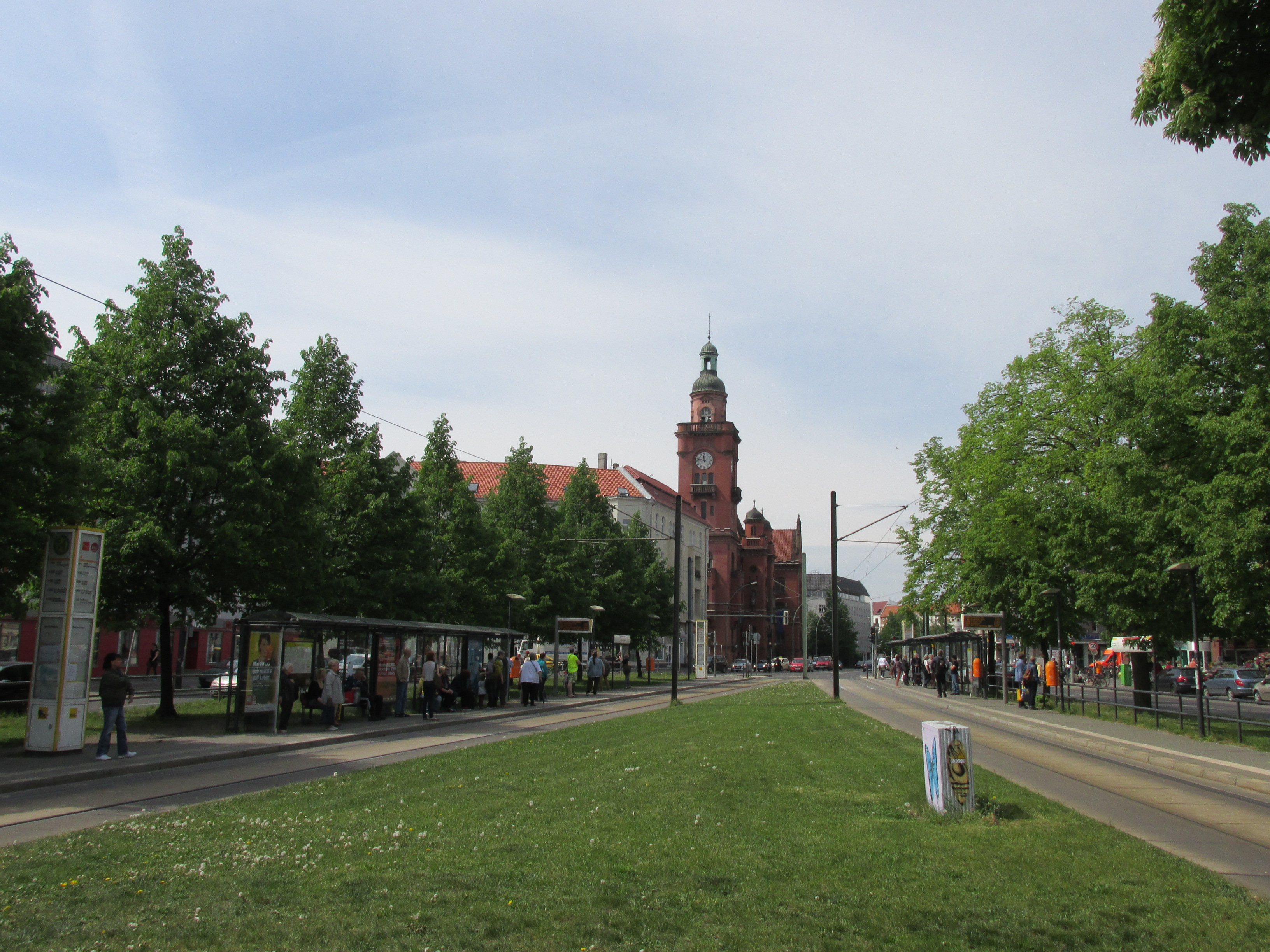
Rathaus Pankow

### Bezirksverordnetenversammlung
Die Wahl zur Bezirksverordnetenversammlung (BVV) des Bezirks Pankow am 12. Februar 2023 führte zu folgendem Ergebnis:
| Wahl zur Bezirksverordnetenversammlung Pankow 2023Wahlbeteiligung: 65,8 % 3020100 23,820,317,914,89,43,710,1 GrüneCDULinkeSPDAfDFDPSonst.Gewinne und Verlusteim Vergleich zu 2021 %p 8 6 4 2 0 −2 −4−0,9+7,9−1,5−2,3+1,6−2,1−2,7GrüneCDULinkeSPDAfDFDPSonst. | Sitzverteilung in der Bezirksverordnetenversammlung Pankow (Stand: 2025)Insgesamt 55 Sitze - Grüne: 15 - CDU: 12 - Linke: 10 - SPD: 9 - AfD: 6 - FDP: 2 - Sonst.: 1 |

### Bezirksbürgermeister
- 1906–1914: Wilhelm Kuhr (Bürgermeister)
- 1914–1920: Gustav Stawitz (1920/1921 Bezirksbürgermeister)

Im Jahr 1920 wurde Pankow nach Groß-Berlin eingemeindet.
| Zeitraum                      | Name                | Partei    |
| ----------------------------- | ------------------- | --------- |
| 1920–1921                     | Gustav Stawitz      |           |
| 1921–1924                     | Wilhelm Kubig       | USPD/SPD  |
| 1924–1944                     | Hans Meißner        | DVP/NSDAP |
| 1944–1945                     | Bernhard Ahmels     | NSDAP     |
| April 1945 – Dezember 1946    | Bruno Mätzchen      | KPD/SED   |
| Dezember 1946 – Dezember 1948 | Erich Ryneck        | SPD       |
| 1948–1950                     | Otto-Heinz Gahren   | LDPD      |
| 1950–1951                     | Hermann Selbach     | LDPD      |
| 1951–1952                     | Martin Dietrich     | LDPD      |
| 1953–1961                     | Frieda Weiß         | SED       |
| 1961–1971                     | Gerhard Kirschbaum  | SED       |
| 1971–1981                     | Horst Ansorge       | SED       |
| 1981–1988                     | Hans Walter         | SED       |
| 1988 – Dezember 1989          | Heinz Mohn          | SED       |
| Dezember 1989 – Februar 1990  | Uwe Hauser          | SED       |
| Februar 1990 – Mai 1990       | Nils Busch-Petersen | parteilos |
| 1990–1992                     | Harald Lüderitz     | SPD       |
| 1992–1999                     | Jörg Richter        | SPD       |
| 1999–2001                     | Gisela Grunwald     | PDS       |

Die Bezirksbürgermeister des Großbezirks nach der Verwaltungsreform 2001:
- 2001–2002: Alex Lubawinski (SPD)
- 2002–2006: Burkhard Kleinert (PDS/Die Linke)
- 2006–2016: Matthias Köhne (SPD)
- 2016–2023: Sören Benn (Die Linke)
- seit 2023: Cordelia Koch (Bündnis 90/Die Grünen)

Der Bezirk Pankow ist auf Landesebene im Rat der Bürgermeister vertreten.

### Bezirksamt
Mitglieder des Bezirksamts sind (Stand: 2025):
| Name                     | Partei                | Funktion                                | Geschäftsbereich                          |
| ------------------------ | --------------------- | --------------------------------------- | ----------------------------------------- |
| Cordelia Koch            | Bündnis 90/Die Grünen | Bezirksbürgermeisterin                  | Finanzen, Personal, Kultur und Wirtschaft |
| Manuela Anders-Granitzki | CDU                   | stellvertretende Bezirksbürgermeisterin | Ordnung und Öffentlicher Raum             |
| Cornelius Bechtler       | Bündnis 90/Die Grünen | Bezirksstadtrat                         | Stadtentwicklung und Bürgerdienste        |
| Dominique Krössin        | Die Linke             | Bezirksstadträtin                       | Soziales und Gesundheit                   |
| Jörn Pasternack          | CDU                   | Bezirksstadtrat                         | Schule, Sport und Facility Management     |
| Rona Tietje              | SPD                   | Bezirksstadträtin                       | Jugend und Familie                        |

### Wappen
Blasonierung: In Silber oben eine durchgehende und oben anstoßende rote Mauer ohne Fugen, mit drei offenen Toren ohne Torflügel, der mittlere der Torbögen breiter und höher als die äußeren; unten ein achtspeichiges rotes Rad, das oberhalb seiner Mitte beidseits von einer grünen Hopfendolde mit Blatt begleitet ist. Auf dem Schild ruht eine rote dreitürmige Mauerkrone, deren mittlerer Turm mit dem Berliner Wappenschild belegt ist.
Die Suche für ein Wappen des Bezirks Pankow fand am 28. Juli 2009 ihr Ende. Im Bezirk erfolgte die Entscheidung durch die Bezirksverwaltung nach Empfehlung durch die Wappenkommission. Nach der Verwaltungsreform 2001 ging der ehemalige kleinere Bezirk Pankow in den Großbezirk Pankow auf. Ende 2006 wurde die Auseinandersetzung um den Bezirksnamen beendet und am 1. Oktober 2007 folglich zur Wappenfindung aufgerufen. Am 30. April 2008 beschloss die Bezirksverordnetenversammlung, den Heraldiker Jörg Mantzsch mit der Gestaltung zu beauftragen, der mehrere Entwürfe nach vorgegebenem Inhalt zur Entscheidung vorlegte. Nach einigen Diskussionen zwischen dem Bezirksamt und dem ausführenden Heraldiker gab das Pankower Bezirksamt am 24. Februar 2009 den beschlossenen Entwurf bekannt. Die offizielle Verleihung des Wappens durch den Senat des Landes Berlin erfolgte am 28. Juli 2009.
Das Wappen des alten Bezirks Pankow wurde im Rahmen der 750-Jahrfeier Berlins im Jahr 1987 verliehen. Es greift Elemente der ehemaligen Landgemeinde Pankow auf und zeigte „in silbernem Schild zwei gekreuzte und durch ein silbernes Band zusammengehaltene goldene Getreidegarben auf grünem Boden. In die Garben ist aufrecht ein goldener Rechen, schräg rechts ein goldener Dreschflegel und schräg links eine Sense mit blauem Blatt gesteckt. Alle drei Geräte haben einen roten Stiel. Die Garben sind belegt mit zwei gestürzten und schräg gekreuzten blauen Spaten mit roten Stielen“. Das achtspeichige Rad wurde in vereinfachter Form aus dem Wappen von Weißensee übernommen. Im Rahmen der Bezirksreform wurde das Wappen zunächst um ein dreitürmige Mauerkrone ergänzt, deren mittlerer Turm mit dem Berliner Wappenschild belegt ist. Die Mauerkrone ist das verbindende Element aller Berliner Bezirke.

### Partner- und Patenschaften
Kołobrzeg (seit Mai 1994) – eine vom Altbezirk Pankow begründete aktiv betriebene Partnerschaft.
 Aschkelon (Schreibweise auch Ashkelon) (seit 4. Juli 1994) – vom Altbezirk Weißensee eingebrachte Partnerschaft. Nachdem die Partnerschaft lange ruhte, werden die Kontakte seit 2009 wieder reaktiviert.
 Im Januar 2025 hat das Bezirksamt beschlossen, nach dieser Stadt einen Platznamen zu vergeben: Die bisher namenlose Fläche befindet sich zwischen Diesterwegstraße, Danziger Straße und Ella-Kay-Straße. Der Beschluss wurde im Amtsblatt Nr. 50 am 29. November 2024 veröffentlicht. Die Feier in Anwesenheit von Vertretern beider Städte mit der Aufstellung eines Namensschildes soll noch im Frühjahr 2025 stattfinden, der Termin liegt noch nicht fest.
 Riwne und der Bezirk Berlin-Pankow gingen 2022 vor dem Hintergrund des russischen Angriffs eine Solidaritätspartnerschaft ein. Diese wurde am 12. Juli 2023 in eine ordentliche Städtepartnerschaft umgewandelt. Das Bezirksamt Pankow organisierte seit 2023 mehrere Hilfskonvois und konnte mit der Hilfe von Ehrenamtlichen Hunderte Tonnen Hilfsgüter nach Riwne bringen.
 KaTembe in Maputo (Entwicklungspartnerschaft) – seit 2019 bestehen Kontakte zwischen Pankow und dem Distrikt KaTembe in Mosambiks Hauptstadt Maputo. 2022 wurde die Entwicklungspartnerschaft während eines Delegationsbesuchs offiziell besiegelt.
 Patenschaft mit der 1. Kompanie des Wachbataillons beim Bundesministerium der Verteidigung (seit Juli 2006) die sich an die seit 1998 bestehende Patenschaft mit dem Führungsunterstützungsregiment 38 der Bundeswehr (nach dessen Standortwechsel nach Storkow) anschloss.

### Polizei
Die Abschnitte 13, 14, 15 und 16 der Direktion 1 der Berliner Polizei sind für die Bezirke Pankow und Reinickendorf zuständig.

## Bildung
Die allgemeinbildenden Schulen im Bezirk sind aus dem Berliner Schulverzeichnis ersichtlich.

### Gymnasien und Oberschulen
- Carl-von-Ossietzky-Gymnasium
- Gymnasium am Europasportpark
- Heinrich-Schliemann-Gymnasium

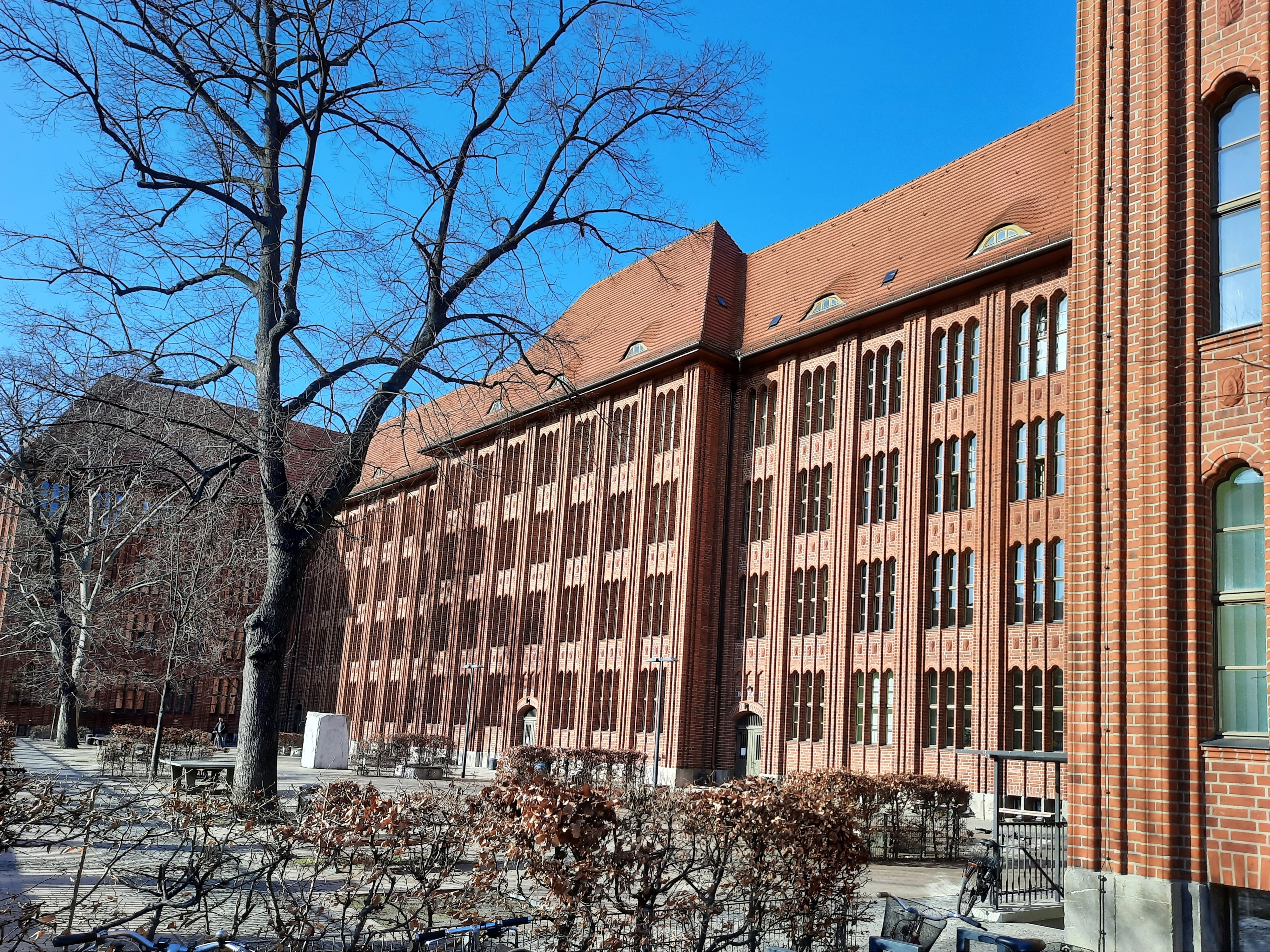
Heinrich-Schliemann-Gymnasium

- Heinz-Brandt-Schule (Integrierte Sekundarschule)
- Käthe-Kollwitz-Gymnasium
- Primo-Levi-Gymnasium
- Reinhold-Burger-Schule (Integrierte Sekundarschule)
- Robert-Havemann-Gymnasium
- Rosa-Luxemburg-Gymnasium
- Felix-Mendelssohn-Bartholdy-Gymnasium

### Hochschulen

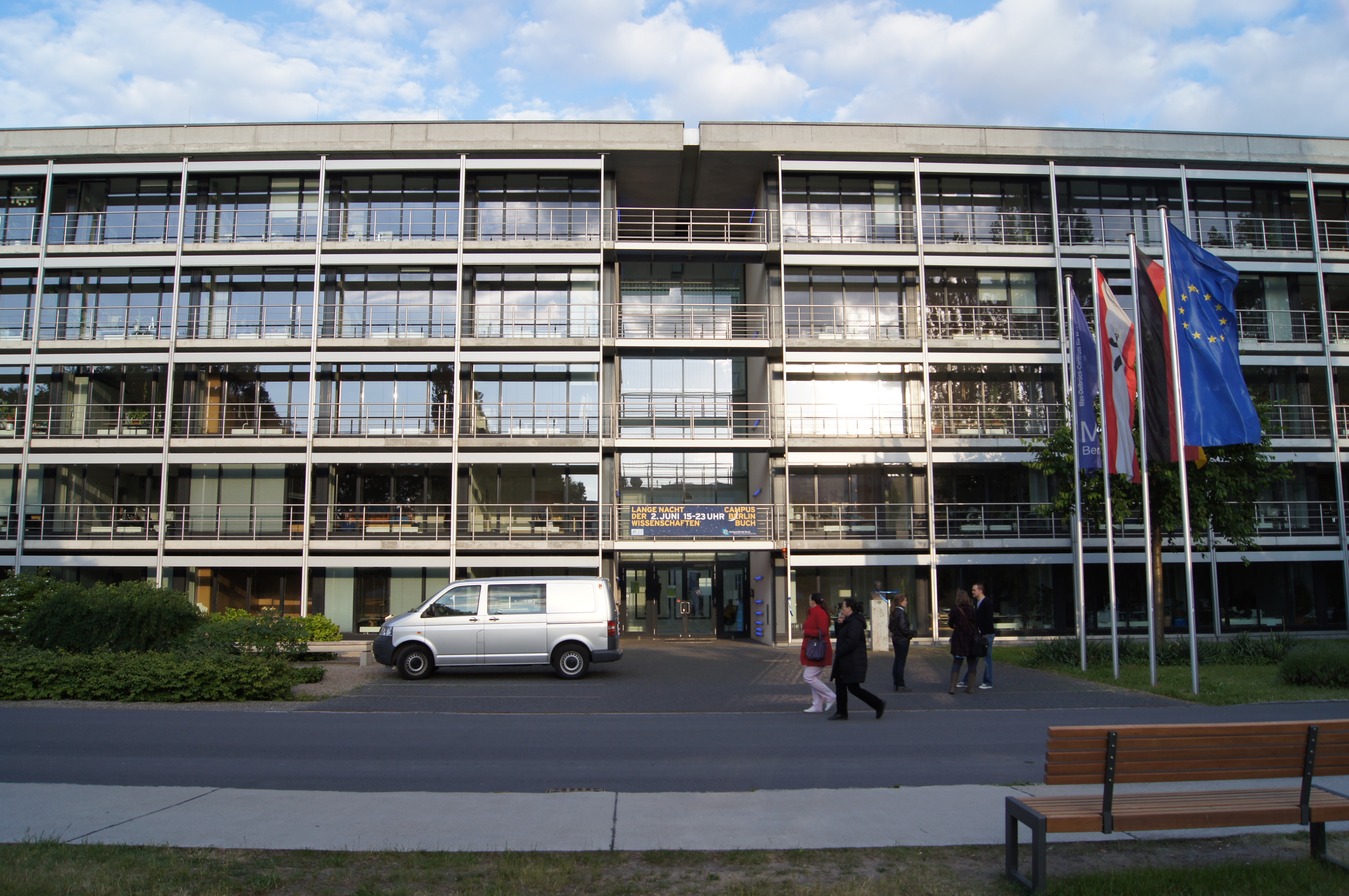
Max-Delbrück-Zentrum in Buch

- Kunsthochschule Berlin-Weißensee, 1946 gegründet
- Bard College Berlin, staatlich anerkannte Universität, die interdisziplinäre Studienprogramme im Bereich der Geistes- und Sozialwissenschaften anbietet
- Staatliche Ballettschule im Ortsteil Prenzlauer Berg

### Forschung
- Akademie der Gesundheit Berlin/Brandenburg
- Deutscher Wetterdienst (DWD) – Außenstelle der Abteilung Hydrometeorologie
- Experimental Clinical and Research Center (ECRC)
- Leibniz-Institut für Molekulare Pharmakologie (FMP)
- Max-Delbrück-Centrum für Molekulare Medizin in der Helmholtz-Gemeinschaft (MDC)

## Kultur
- Kulturbrauerei in Prenzlauer Berg

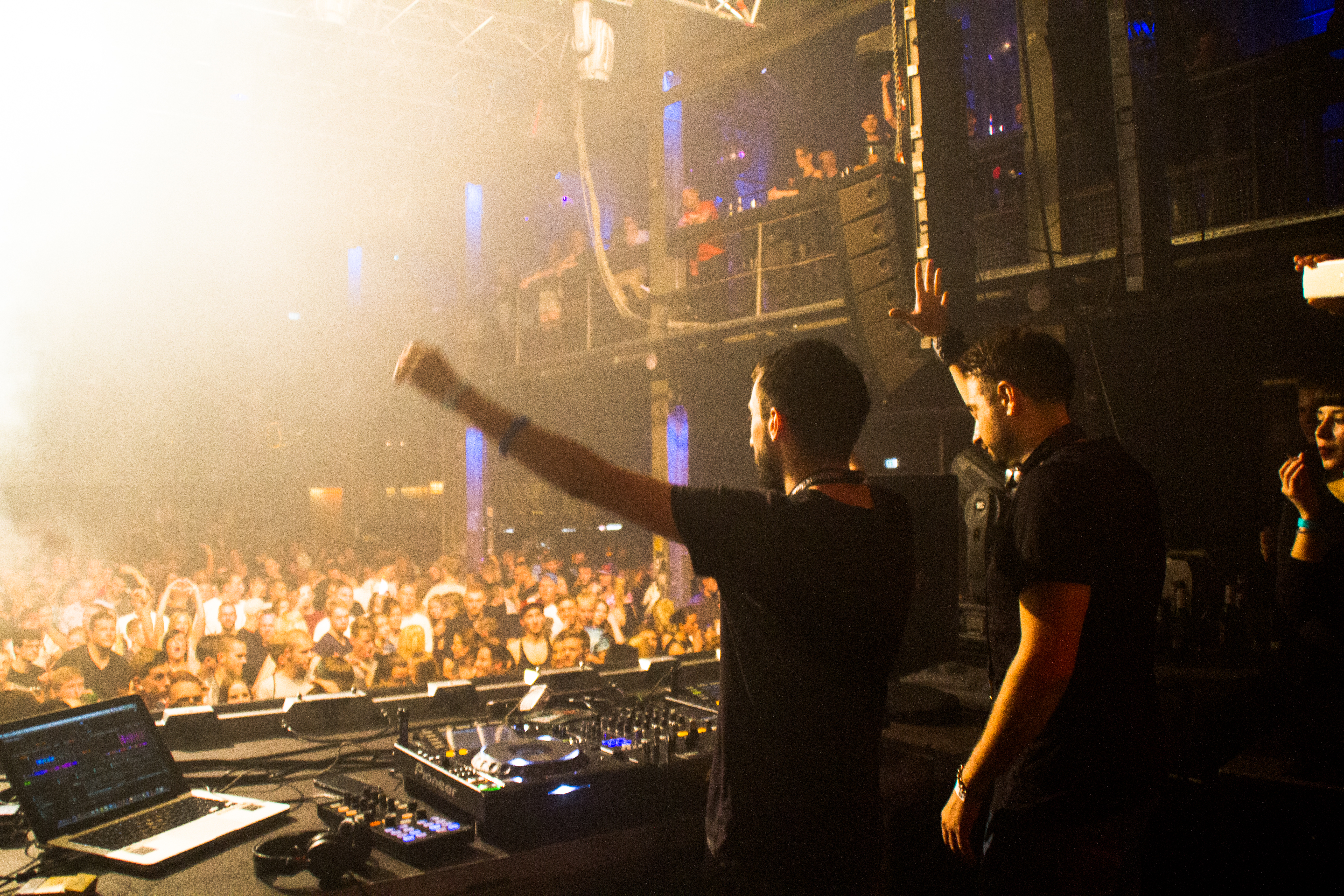
Feier in der Kulturbrauerei

- Cosmic Comedy Club, Klub für Kiezkomiker
- Literatursalon am Kollwitzplatz
- Ballhaus Ost in Prenzlauer Berg
- Prater, Biergarten
- Brotfabrik in Weißensee
- Pfefferberg
- DOCK 11, freie Spielstätte für Tanz
- Ökomarkt am Kollwitzplatz
- Galerie Pankow

### Sport

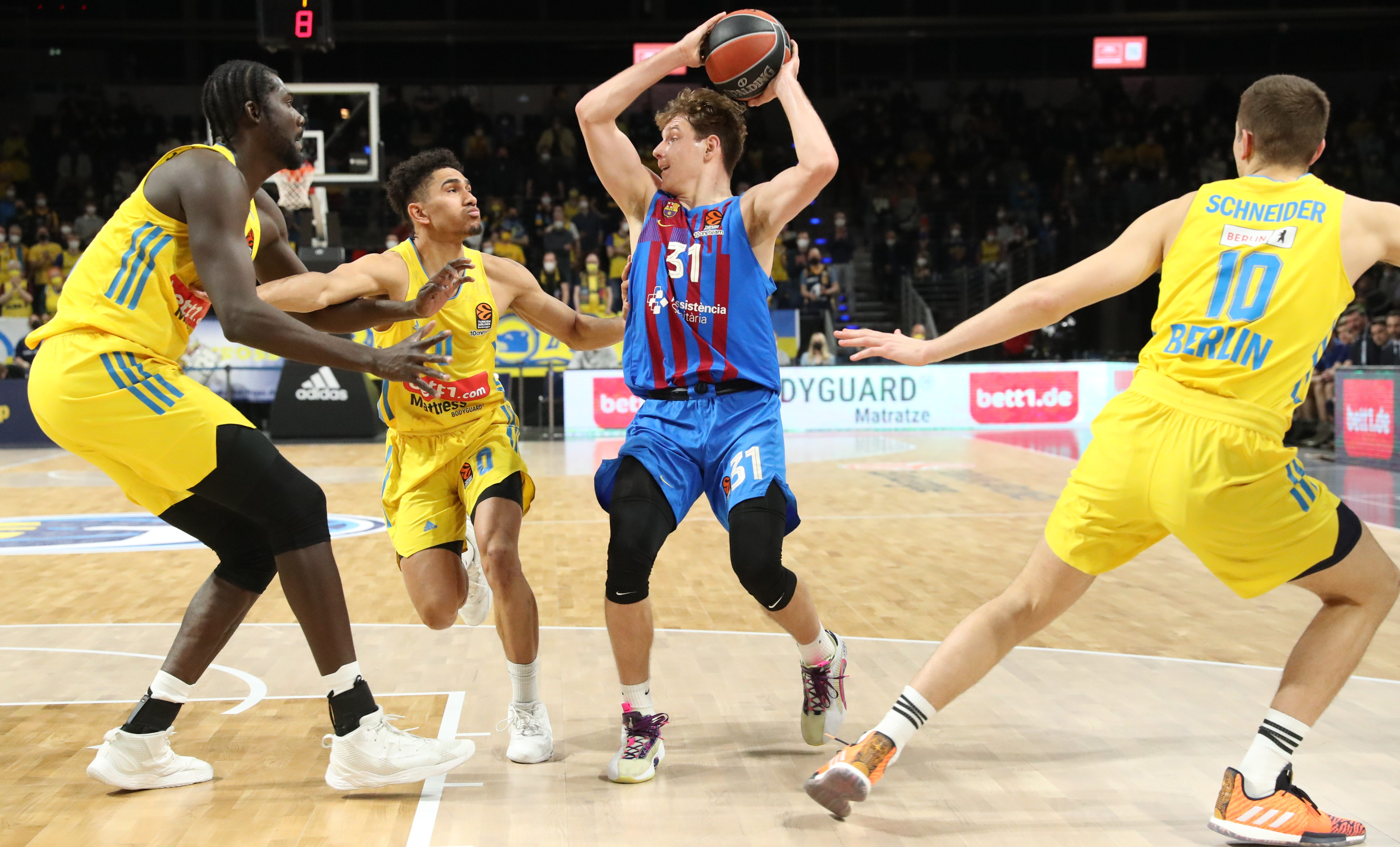
Das Profiteam von Alba Berlin

Der Alba Berlin Basketballteam e. V. ist der erfolgreichste Basketballverein Deutschlands auf internationaler Ebene und hat seinen Sitz im Ortsteil Prenzlauer Berg. Alba Berlin ist einer der drei mitgliederstärksten Basketballvereine Deutschlands. Die Profimannschaft der Herren errang nach 1990 elf deutsche Meisterschaften und ist im Jahr 2024 deutscher Rekordpokalsieger.
Der Rugby Klub 03 Berlin ist ein Rugby-Union-Verein aus Weißensee mit 250 Mitgliedern. Gegenwärtig spielt der Klub in der ersten Bundesliga (Stand: Saison 2023/24).

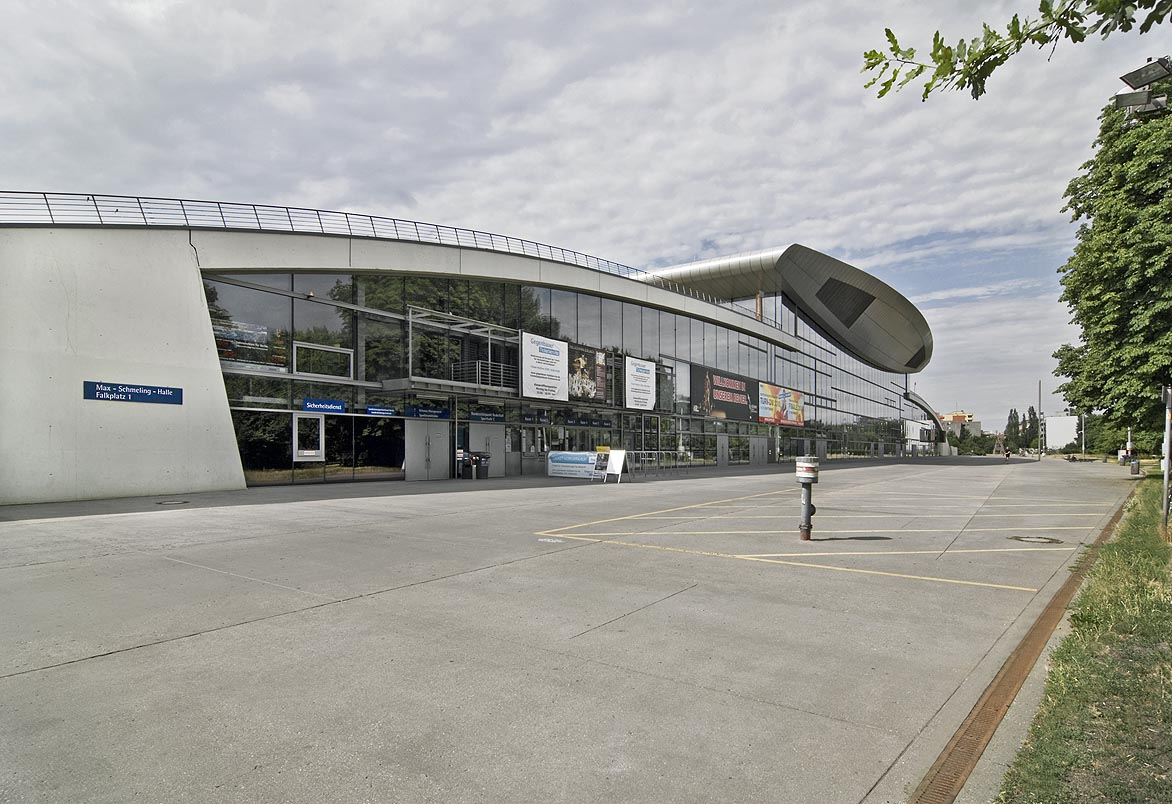
Max-Schmeling-Halle

Der ab 1951 errichtete Friedrich-Ludwig-Jahn-Sportpark befindet sich am Ort eines ehemaligen preußischen Exerzierplatzes und hat die Adresse Cantianstraße 24. Er enthält den ältesten, durchgehend genutzten Fußballplatz Deutschlands. Das Land Berlin plant, die Anlage zu einem deutschlandweit vorbildhaften Inklusions-Sportpark auszubauen. Die Arbeiten haben im Herbst 2024 begonnen, wurden jedoch am 4. November 2024 durch das Verwaltungsgericht Berlin bis zum Februar 2025 aus Tierschutzgründen unterbrochen.[veraltet]
Die Max-Schmeling-Halle wurde anlässlich der Olympiabewerbung Berlins für das Jahr 2000 im Ortsteil Prenzlauer Berg errichtet und 1996 von Max Schmeling eingeweiht. Die Mehrzweckhalle ist die Heimspielstätte des Handballklubs Füchse Berlin (Stand: 2023). Außerdem wird sie für weitere sportliche Ereignisse, Veranstaltungen und Konzerte genutzt.
Das Velodrom steht am S-Bahnhof Landsberger Allee. Die Radrennsporthalle ist mit 12.000 Zuschauerplätzen die zweitgrößte Veranstaltungshalle Berlins. Daneben befindet sich die Schwimm- und Sprunghalle im Europasportpark. In der Schwimmhalle fanden mehrere Deutsche Schwimmmeisterschaften und Schwimmeuropameisterschaften statt. Beide Gebäude wurden ebenfalls im Zuge der Berliner Olympiabewerbung erbaut.
Insgesamt gab es im Jahr 2024 mindestens 12 Yogastudios in Pankow.

### Bauwerke
In Prenzlauer Berg sind im älteren Bereich zwischen Prenzlauer und Schönhauser Allee breite Bürgersteige mit Cafés und Kneipen trotz der dichten Bebauung sehenswert. Bemerkenswert sind die Großsiedlungsbauten aus den 1920er Jahren, die im Gegensatz zu den Mietskasernen das neue Bauen ihrer Zeit dokumentieren. Besonders gilt dies für die Wohnstadt Carl Legien, die von Bruno Taut projektiert wurde und zusammen mit fünf anderen Berliner Siedlungen Weltkulturerbe der UNESCO ist.
Zu den bedeutenden Kirchenbauten im Bezirk zählt die katholische Herz-Jesu-Kirche. Sie wurde 1897 im niedersächsisch-romanisch und frühchristlich-byzantinischen Stil errichtet.
Das Zeiss-Großplanetarium wurde 1987 als eines der größten und modernsten Planetarien weltweit eröffnet. Es befindet sich am Rande des in den 1980er Jahren erbauten Wohngebietes Ernst-Thälmann-Park.

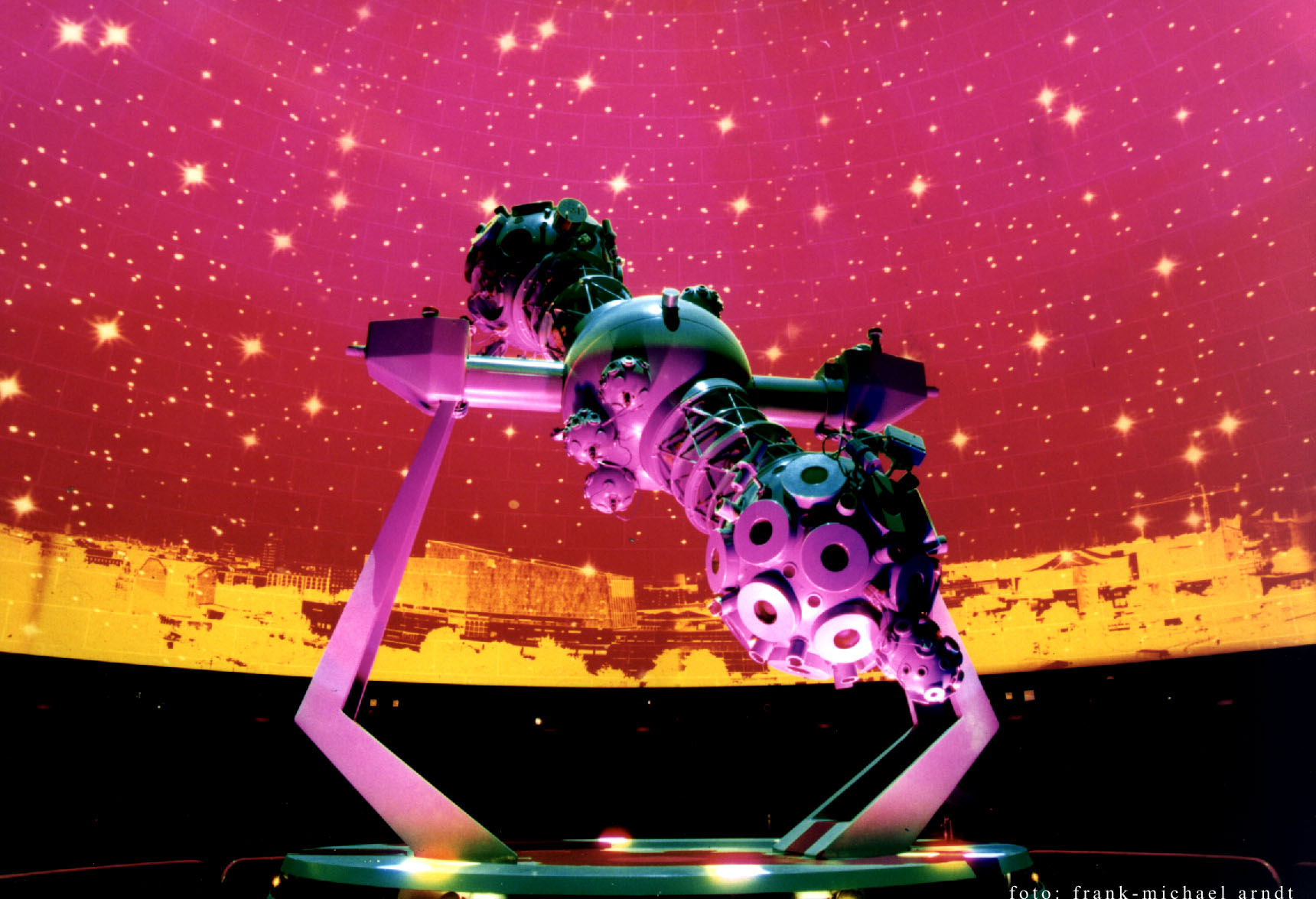
Sternprojektor im Zeiss-Großplanetarium
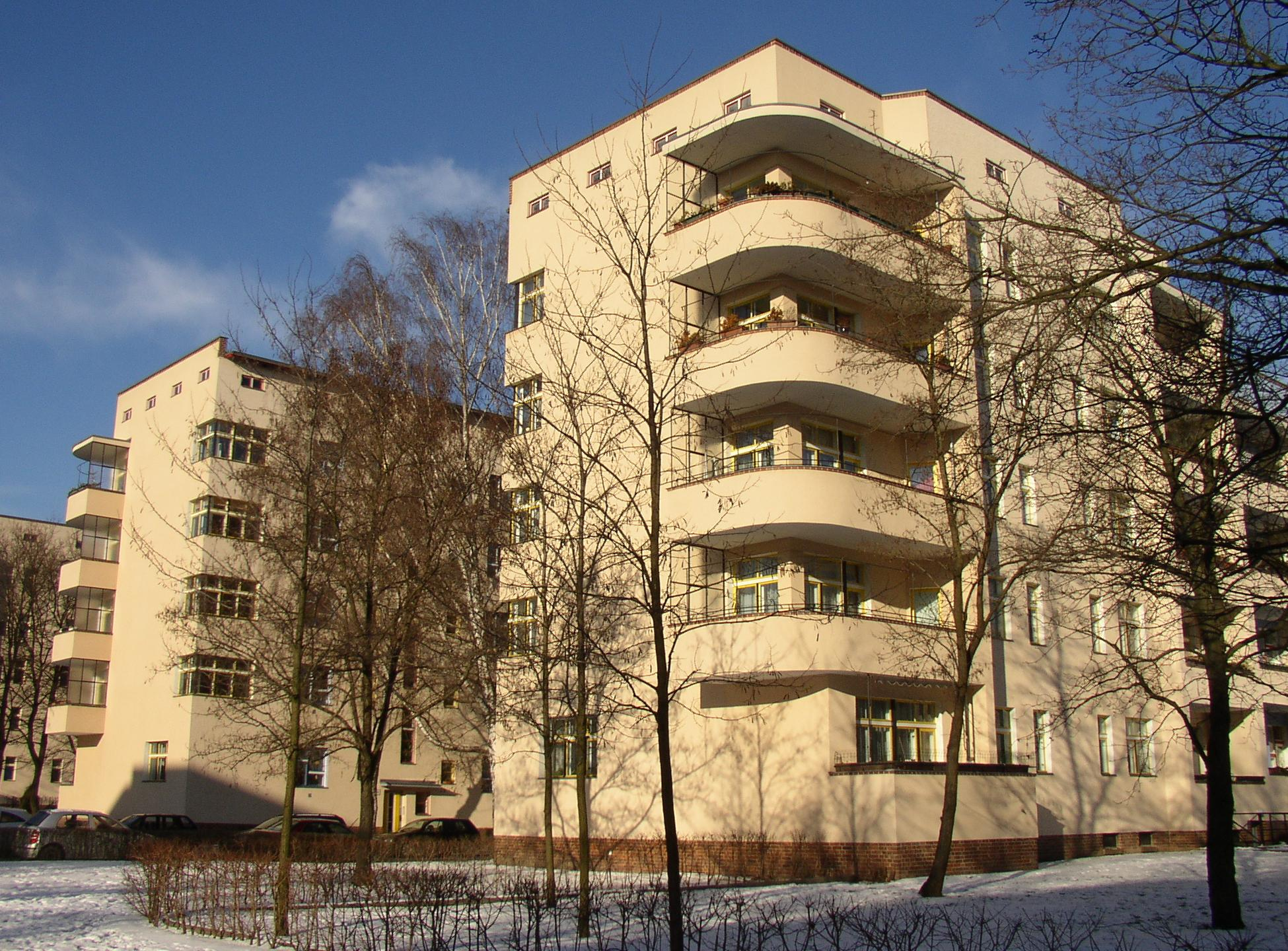
Wohnstadt Carl Legien, UNESCO-Welterbe
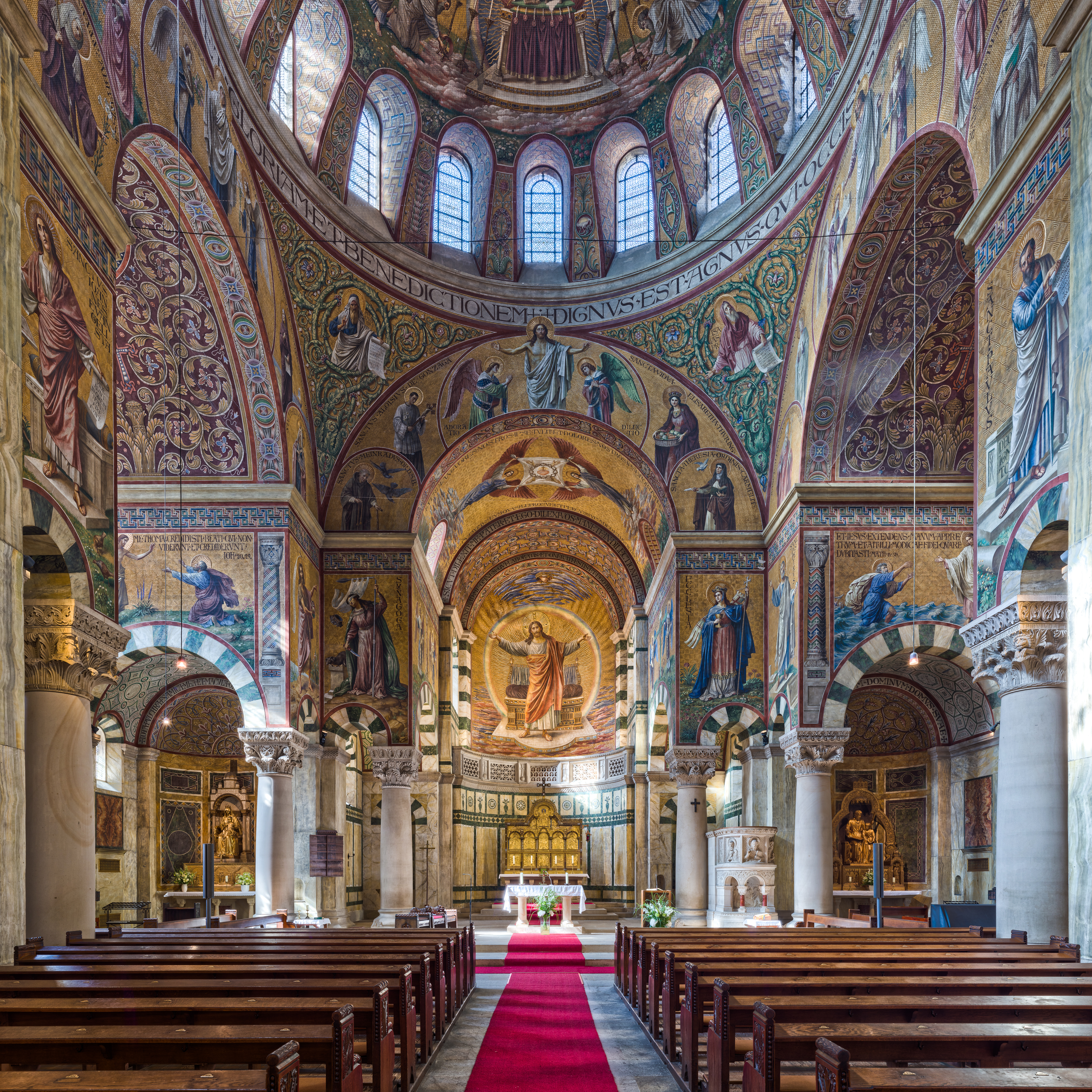
Herz-Jesu-Kirche
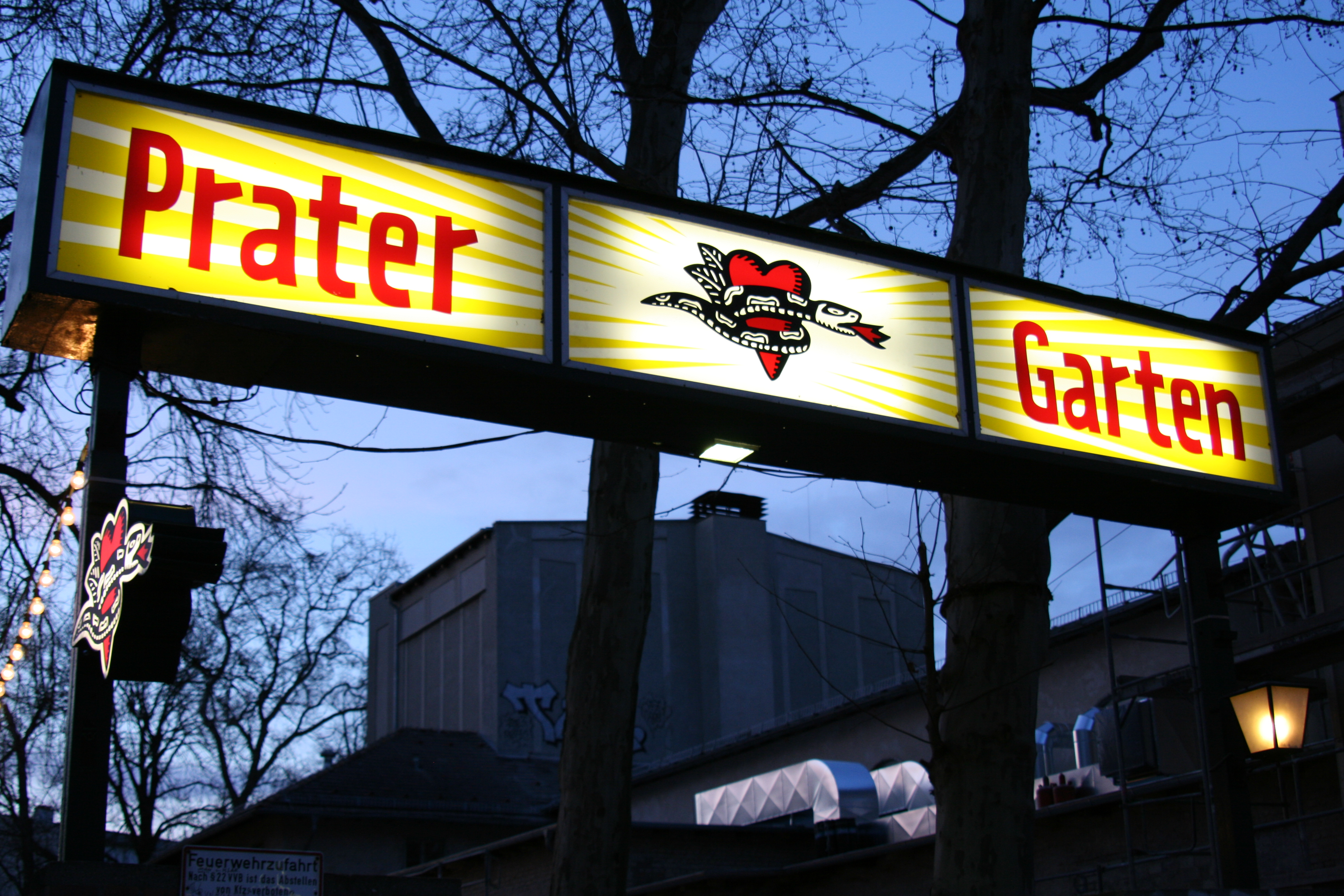
Prater Garten
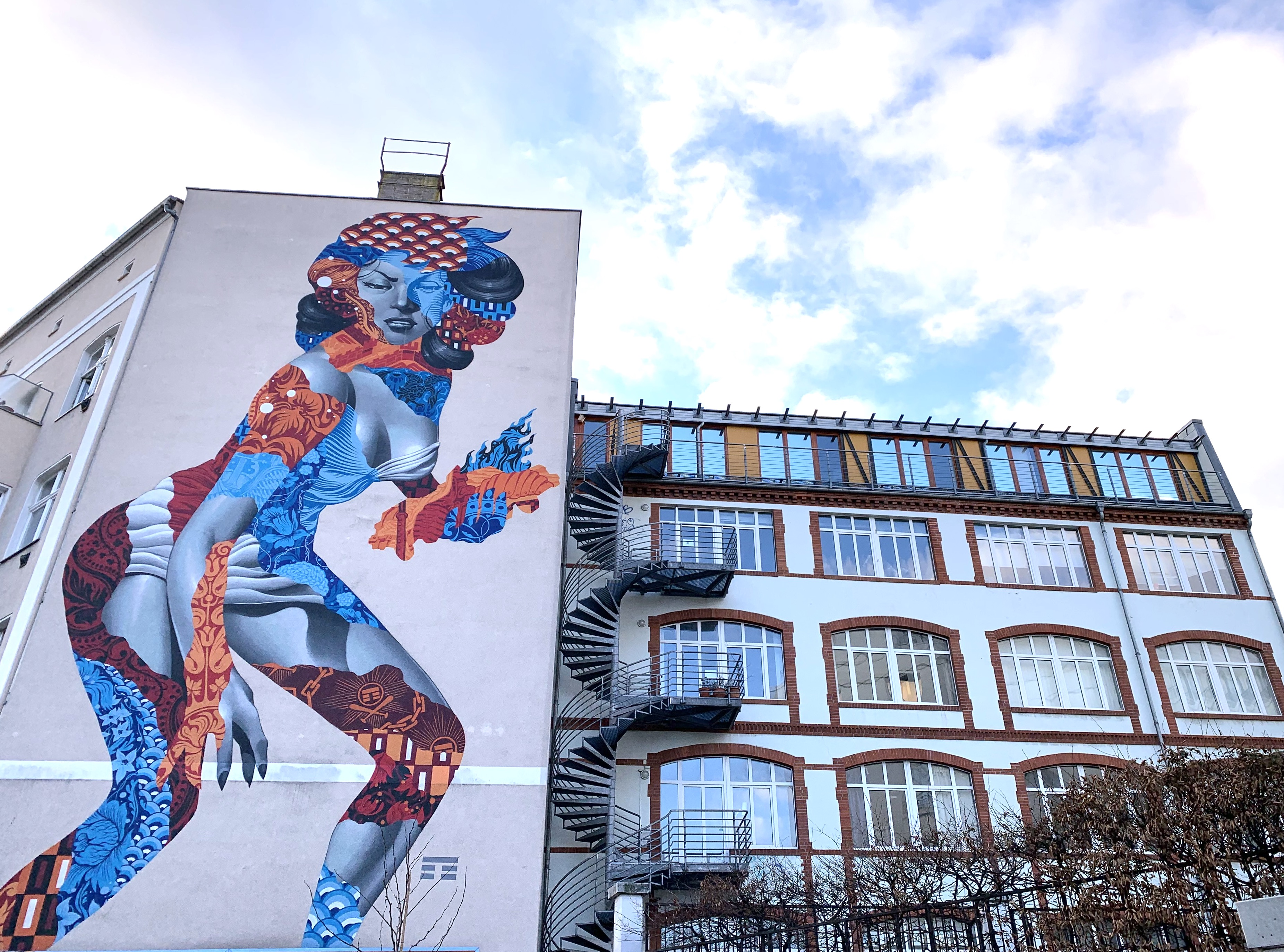
Wandmalerei an Mietshaus

### Kinos

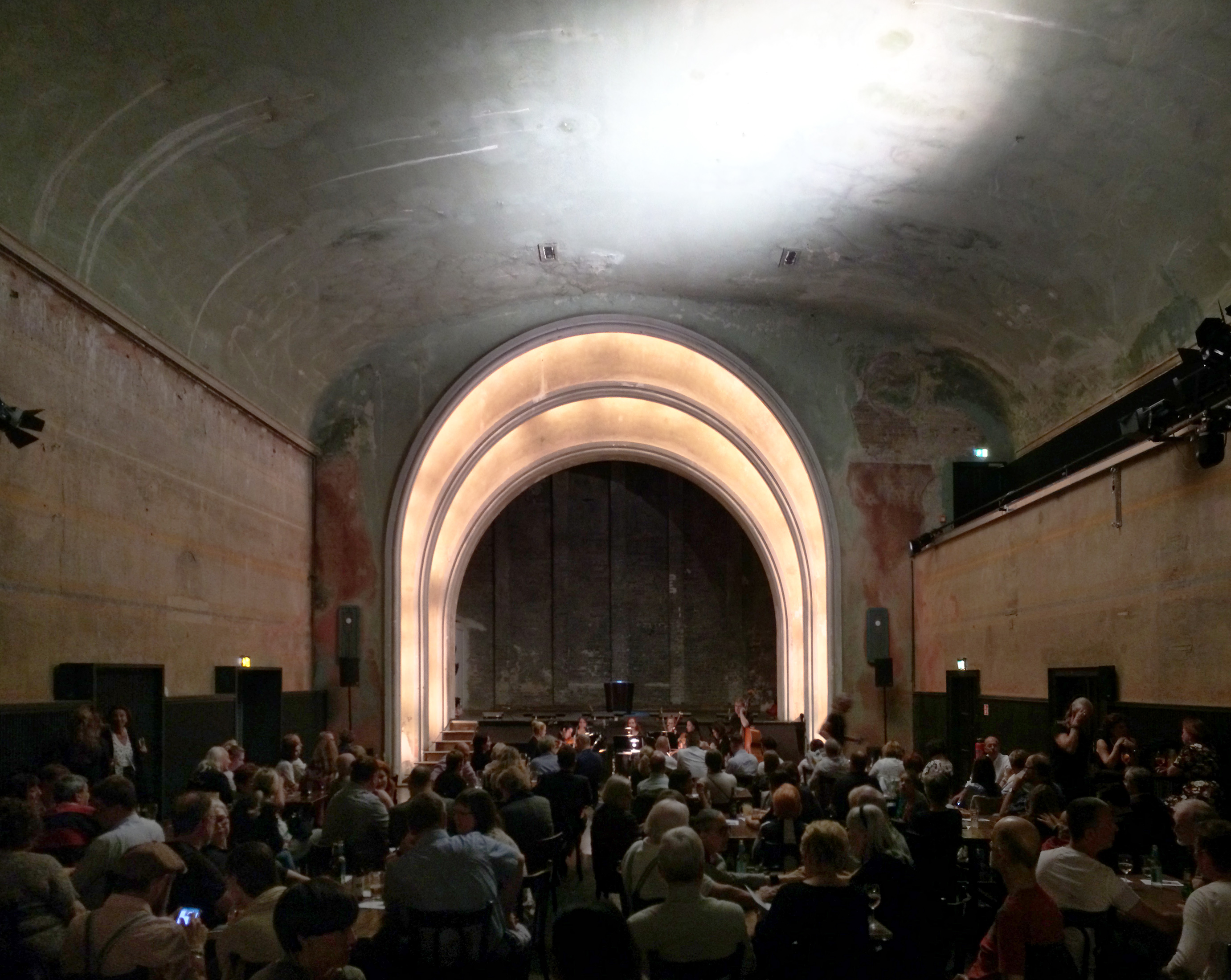
Das Delphi-Kino in Weissensee, Drehort für Babylon Berlin

- Lichtblick-Kino
- Delphi in Weißensee

### Pankow in der Kunst
- Pankow ist seit 1981 der Name einer Ost-Berliner Rockband. Die Bezeichnung „Pankow“ war laut Sänger André Herzberg eine Anspielung auf den Bezirk, in dem er lebte, auf die Ähnlichkeit mit dem Wort Punk sowie auf den westdeutschen Schmähbegriff für das DDR-Regime.[48]
- Der Sänger Udo Lindenberg brachte 1983 ein Lied mit dem Titel Sonderzug nach Pankow heraus.
- Pankow mit seinen umliegenden Gebieten galt Ende des 19. Jahrhunderts als beliebtes Ausflugsziel. In diversen Liedern kommt Pankow vor, so „Komm Karlineken komm […] wir woll’n nach Pankow geh’n […] Pankow, kille, kille, Pankow […]“ oder in „Bolle reiste jüngst zu Pfingsten, nach Pankow war sein Ziel […] Auf der Schönholzer Heide da gab’s ’ne Keilerei […]“
- Der Film Berlin – Ecke Schönhauser… (1957) porträtiert die Mitglieder einer Gruppe Jugendlicher auf dem Weg zum Erwachsenwerden Mitte der 1950er Jahre in Berlin. Der Streifen zeigt insbesondere die Gegend um den U-Bahnhof Eberswalder Straße im Ortsteil Prenzlauer Berg mit der Kreuzung Danziger Straße, Schönhauser- und Kastanienallee.
- Sommer vorm Balkon (2005) erzählt die Geschichte zweier Nachbarinnen in Berlin. Der Film wurde in der Umgebung des Helmholtzplatzes in Prenzlauer Berg gedreht.
- Große Teile der Fernsehserie Babylon Berlin wurden im Innenraum des Delphi-Theaters in Weißensee gedreht und stellen das legendäre Nachtleben im Moka Efti an der Friedrichstraße dar.